# Valencia Club de Fútbol
 (mai 2021).
Si vous disposez d'ouvrages ou d'articles de référence ou si vous connaissez des sites web de qualité traitant du thème abordé ici, merci de compléter l'article en donnant les références utiles à sa vérifiabilité et en les liant à la section « Notes et références ».
Maillots
Actualités
Le Valencia Club de Fútbol, couramment abrégé Valencia CF ou Valence CF en français, est un club de football espagnol fondé le 18 mars 1919 et basé à Valence.
Le club évolue au stade de Mestalla.
Il a remporté six fois le Championnat d'Espagne de football ainsi que quatre Coupes d'Europe (deux Coupes des villes de foires, une Coupe d'Europe des vainqueurs de coupe et une Coupe UEFA). Le club a participé deux fois de suite à la finale de la Ligue des champions de l'UEFA (2000 et 2001).
Il est le cinquième club espagnol le plus titré avec quatorze titres nationaux, derrière le Real Madrid, le FC Barcelone, l'Athletic Club et l'Atlético de Madrid. Selon le classement historique de La Liga, Valence est le quatrième club espagnol, derrière le Real Madrid, le FC Barcelone et l'Atlético de Madrid.

## Histoire

### Les premiers pas du club
Le 18 mars 1919, le club a été fondé sous le nom de Valencia Football Club, dans le Bar Torino, situé rue (calle) Barcelonina dans le centre de la ville, lieu où se regroupaient des amateurs de football. Le premier président, Octavio Augusto Milego Diaz, a été désigné par un lancement de pièce à pile ou face, aux dépens de Gonzalo Medina Pernas.
Le club a disputé son premier match officiel le 21 mai 1919 à Castellón face au Gimnástico FC (ancêtre de Levante Unión Deportiva), match perdu 1-0.
De 1919 à 1923, le club valencien dispute ses matches à domicile dans le vétuste stade d'Algirós. Le 20 mai 1923, le match opposant Valence CF à UD Levante permet d’inaugurer la nouvelle maison du club, le stade Mestalla.
À cette époque, le stade est encore de taille modeste, il ne peut accueillir que 17 000 personnes. De plus, le club valencien n’évolue pas encore en Primera Division, et manque donc de moyens pour agrandir le stade. Toutefois, les performances réalisées par l’équipe au niveau régional poussent les dirigeants à entamer des travaux de rénovation et d’agrandissement. Sa capacité passe à 25 000 places.
Le 19 septembre 1925, le club est invité par le Cartagena Fútbol Club pour le match d'inauguration du nouveau stade de ce dernier, le Stade d'El Almarjal (victoire finale 4-1 des Valenciens).
Entretemps, Valencia réussit à accéder pour la première fois à la division d’élite (qu'il ne quittera qu'à l'issue de la saison 1985-86) après un nouveau succès dans la ligue régionale lors de la saison 1928-29. Cette période est marquée par l’arrivée de Luis Colina. En qualité de conseiller technique, il s’attache à solidifier la formation du club, tout en cherchant à recruter les joueurs qui feront du Valencia CF une grande équipe d’Espagne.
Pour ses débuts en Primera Division, l’équipe de Valencia reçoit le Real Oviedo à Mestalla, et gagne par une victoire 4-2. Le club finit sa première saison au sein de l'élite en se classant à la 6e place (sur 10 clubs).
À l’époque, les stars se nomment Torregaray (libéro), Amoros (milieu offensif), Pasarin et Imossi (latéraux), Vilanova ou encore Sanchez (attaquants).

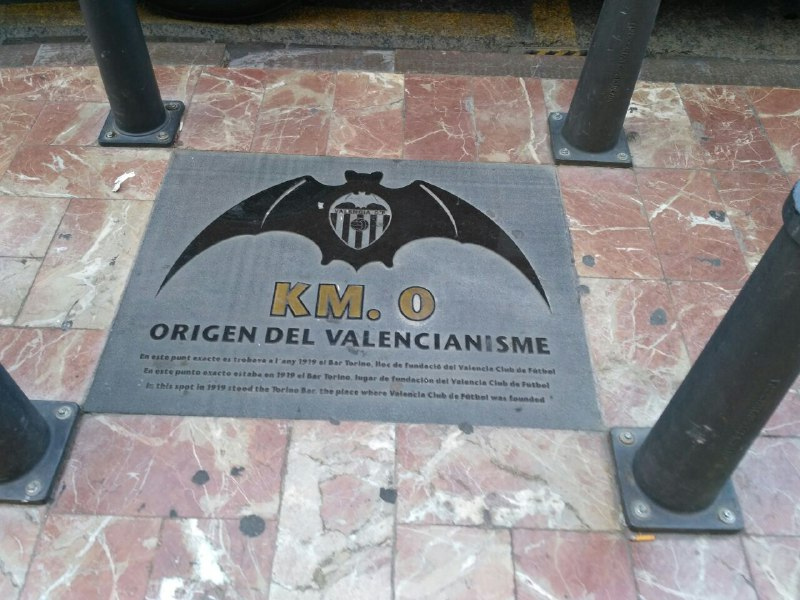
Plaque commémorative dans le bar Torino, où le club fut fondé.

L'équipe est alors extrêmement prometteuse, à l’aube de la saison 1931-32, les joueurs dirigés par le Tchécoslovaque Anton Fivber figurent parmi les favoris au titre de champions. Hélas, l’exacerbation croissante des clivages et des divisions entre régions espagnoles dès la proclamation de la IIe République en 1931, puis le début de la guerre civile en 1936, empêchent le club valencien de confirmer ces belles promesses.

### Le premier succès en coupe
La dictature militaire instaurée par Franco eut aussi des répercussions dans le monde du sport et particulièrement dans le football. C’est ainsi qu’en juin 1939, le Major Alfredo Gimenez Buesa se vit attribuer la présidence du Valencia CF, assisté par Luis Casanova. Conséquence de la guerre, Mestalla fut partiellement détruit, puis reconstruit pour revenir à une capacité de 22 000 places.
Paradoxalement, c’est à cette époque que Valencia se forgea une identité et un début de palmarès. Luis Casanova resta seul président après le départ du Major Buesa. À cette époque, l’équipe s’est construite dans le but d’avoir un joueur clé à chaque poste. L’attaque était considérablement fournie avec la présence de la delantera eléctrica (l’attaque électrique) surnom donné à la stratégie d’attaque de l’équipe comparable à un champ de force avec principalement cinq attaquants : Epi, Amadeo, Mundo, Asensi et Gorostiza. De plus, l’équipe possédait des références à chaque poste : avec la muraille Ignacio Eizaguirre dans les cages et la paire défensive Alvaro et Juan Ramon.
Durant cette période, le Valence CF remporta sa première coupe d'Espagne en 1941 face à l’Espanyol Barcelone. En 1942, le club remporta son premier championnat et récidiva deux saisons plus tard en 1944 ainsi qu'en 1947.

### Les années 1950

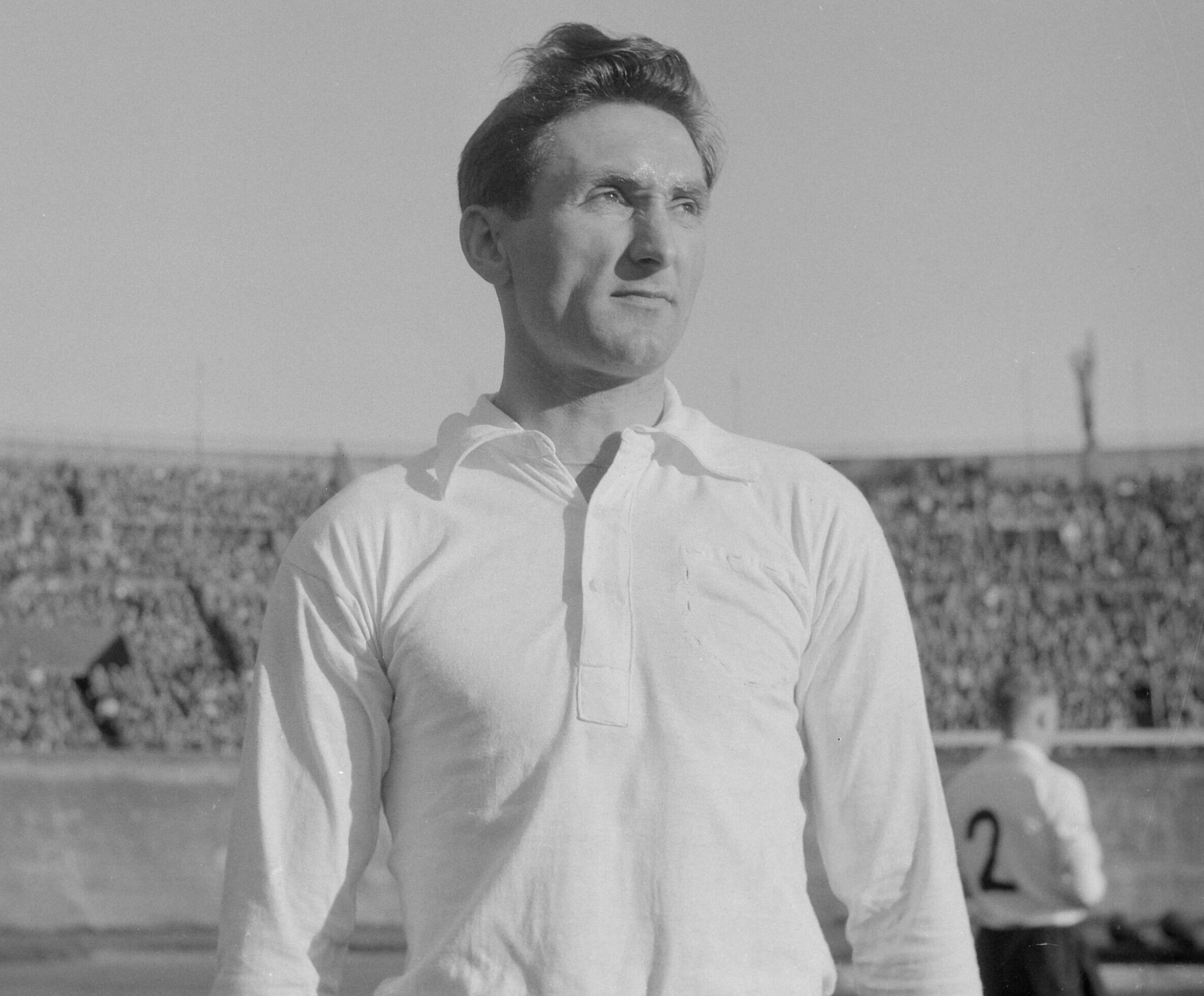
Faas Wilkes porte les couleurs de Valencia entre 1953 et 1956.

Durant les années 1950, l’équipe de Valencia fut confrontée à de nouvelles difficultés, comme le départ à la retraite de nombreux cadres, ainsi que le renforcement de nombreux adversaires comme le Real Madrid, le FC Barcelone, l'Athletic Bilbao ou l’Atlético de Madrid. À cette époque les deux grandes vedettes de l’équipe s’appelaient Antonio Puchades et Jacinto Quincoces. Les deux leaders ont permis à Valencia de remporter la Copa del Rey en 1954 face au Barça. Les excellents résultats de la décennie précédente ont permis à Valence de réinvestir dans une nouvelle formation de jeunes et un rajeunissement de Mestalla (dont la capacité passe à 45 000 places). Durant cette période, les résultats à domicile restaient impressionnants, mais les clubs du haut du tableau gardaient une longueur d’avance (le Real Madrid, FC Barcelone, Athletic de Bilbao et l’Atlético de Madrid se sont partagé tous les titres de la décennie). Toutefois, Valencia s'adjuge une place de dauphin lors de la saison 1952-53, ce qui constitue le meilleur résultat pour cette décennie.
Ce fut la fin de la période Luis Casanova, notamment à la suite du décès de Luis Colina, qui marqua une page de l’histoire du club. Il laissa derrière lui un excellent bilan de 3 championnats d’Espagne et 3 Coupes du Roi.

### Di Stéfano et la Coupe d’Europe

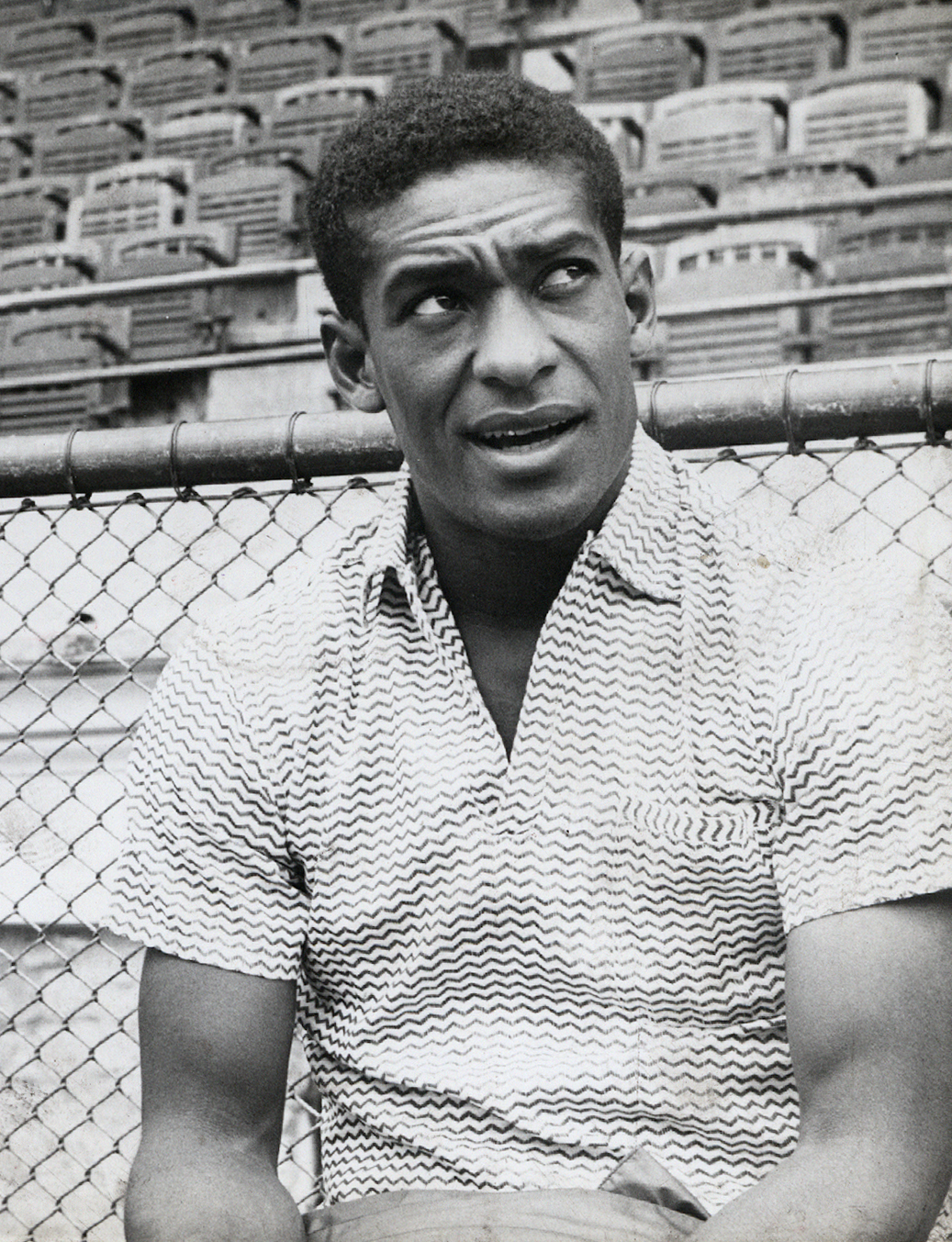
Waldo Machado

Le début des années 1960 fut un curieux paradoxe pour l’équipe de Valence, alors qu’en 1961-62 le club finira à une décevante 7e place, dans le même temps il s’offrira son premier titre européen, en Coupe des villes de foire de 1962 (aujourd'hui connu sous le nom de Coupe UEFA). Après avoir disposé de Nottingham Forest, FC Lausanne, l’Inter Milan et le MTK Budapest, Valence rencontrait le grand Barça en finale. Le score fut sans appel 6 à 2 pour les Valenciens au match aller. Au retour, au Nou Camp, Valencia parvint à tenir le choc et obtenir le match nul 1-1.
L’année suivante, Valencia réussit un parcours tout aussi somptueux en coupe des villes de foire en disposant notamment du Celtic Glasgow et de la Roma en demi-finale (3-0; 0-1). En finale, le Dinamo Zagreb se présente à Mestalla, mais repart battu 2-0 (buts de Mano et Hector Nunez). L’année suivante, Valencia est en course pour tenter la passe de trois. L’équipe conduite par Waldo et Zamora parviendra à nouveau jusqu’en finale, mais trébucha face au Real Saragosse (1-2).
Pour finir cette décennie riche en histoire européenne, mais décevante sur le plan national, le Valencia CF remporta la Copa del Rey en 1967 face à l’Athletic Bilbao grâce à des buts de Paquito et du Paraguayen Jara.

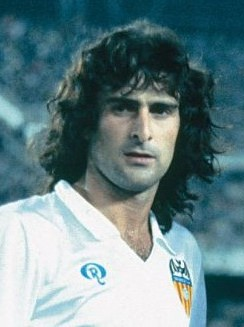
Mario Kempes

En avril 1970, un monument du football débarque à Valencia, Alfredo Di Stéfano. Les débuts de l’Hispano-Argentin en tant qu’entraîneur sont convaincants, il permet à Valencia de décrocher un 4e Championnat d'Espagne en 1971 après une lutte serrée avec le Barça et l’Club Atlético de Madrid. Malheureusement il ne parvint pas à briser la malédiction de la Coupe du Roi puisque le Valencia CF perdit trois finales consécutives en 1970, 1971 et 1972. En 1973 la « Flèche blonde » quitte ses fonctions d’entraîneur tandis qu’un changement de président s’effectue : Francisco Ros Casares remplaçant Julio De Miguel. Tout s’enchaîna avec l’arrivée de nombreux joueurs étrangers à l’image de ce qui se produisit chez les autres géants de la Liga. Ainsi le Malien Salif Keita, l’Autrichien Kurt Jara, l’Argentin Mario Kempes qui devient le meilleur buteur du championnat deux saisons consécutives et le Néerlandais Johnny Rep vinrent grossir les rangs du club. En 1979 le grand Alfredo Di Stéfano reprend les choses en main. Les résultats ne tardent pas à arriver puisqu'il parvient à remporter la Coupe du Roi la même année face au Real Madrid puis une victoire l’année suivante en Coupe d'Europe des vainqueurs de coupe contre Arsenal FC aux tirs au but, avec Kempes comme fer de lance des succès européens du club.

### Années 1980 et 1990, relégation en D2 et renaissance
En 1982, le club désigne Miljan Miljanic comme entraîneur mais après une saison catastrophique pour le club, il est remplacé à sept matchs de la fin de la saison par Koldo Aguirre. En fait, Valencia évite la relégation de justesse cette année grâce aux résultats des adversaires directs à la relégation.
Lors des saisons 1983–84 et 1984–85, le club accumule des dettes immenses sous la présidence de Vicente Tormo. Finalement, Valence touche le fond et est relégué en division 2 à la fin de la saison 1985–86 pourrie par des problèmes internes tels que des joueurs et un staff impayés et une mauvaise ambiance dans le groupe. Pour la première fois de son histoire, le club est relégué après 55 ans de succès au plus haut niveau.
Arturo Tuzón est nommé président du club et ramène Valencia en 1re division avec l'aide de l'entraîneur, Alfredo Di Stéfano qui restera entraîneur du club jusqu'à la saison 1987–88 et la 14e place finale du club. L'attaquant bulgare, Luboslav Penev vient renforcer le club en 1989.
Guus Hiddink est nommé entraîneur pour la saison 1991–92 mais le club ne peut faire mieux qu'une 4e place finale en championnat et il est éliminé dès les quarts de finale de la coupe d'Espagne. En 1992, Valencia CF devient officiellement une Sporting Limited Company et reconduit Hiddink comme entraîneur principal jusqu'en 1993.
Carlos Alberto Parreira, arrive à Mestalla en 1994 après une coupe du monde réussie à la tête du Brésil. Il recrute dès son arrivée le gardien de buts espagnol Andoni Zubizarreta, l'attaquant russe Oleg Salenko et le yougoslave Predrag Mijatovic mais les résultats espérés ne sont pas au rendez-vous et un nouvel entraîneur est nommé, José Manuel Rielo. Au milieu des années 1990, le club ne parvient toujours pas à retrouver les succès du passé malgré le passage au club de grands entraîneurs comme Luis Aragonés et Jorge Valdano ou de joueurs comme Claudio López, Ariel Ortega ou Romário. Finalement, c'est Claudio Ranieri qui mène l'équipe jusqu’à la victoire de la coupe d'Espagne lors de la saison 1998–99.

### Années 2000
Héctor Cúper remplace Claudio Ranieri après le succès en Coupe d'Espagne et introduit immédiatement une nouvelle philosophie de football dans l'équipe, basée sur une défense de fer emmenée par Roberto Ayala. Cela se solde par une 1re finale de Ligue des champions, perdue 3-0 face au Real Madrid au Stade de France. La saison suivante, Héctor Cúper conduit le club vers une deuxième finale de Ligue des champions, qui se dispute au stade Giuseppe Meazza de Milan. L'adversaire, le Bayern Munich, est déclaré vainqueur de la compétition après l'épreuve des tirs au but (5 tirs au but à 4), faisant suite à un match nul 1-1 (à la fin du temps réglementaire et des prolongations (buts de Mendieta et Stefan Effenberg).
| \| Cañizares Angloma Djukic Pellegrino Gerardo Mendieta Farinós K. González Angulo Gerard Claudio López \| L'équipe finaliste de la Ligue des champions 1999-2000. |
| Cañizares Angloma Djukic Pellegrino Gerardo Mendieta Farinós K. González Angulo Gerard Claudio López                                                               |

| Cañizares Angloma Djukic Pellegrino Gerardo Mendieta Farinós K. González Angulo Gerard Claudio López |

| \| Cañizares Angloma Ayala Pellegrino Carboni Mendieta Baraja K. González Carew Aimar Juan Sánchez \| L'équipe finaliste de la Ligue des champions 2000-2001. |
| Cañizares Angloma Ayala Pellegrino Carboni Mendieta Baraja K. González Carew Aimar Juan Sánchez                                                               |

| Cañizares Angloma Ayala Pellegrino Carboni Mendieta Baraja K. González Carew Aimar Juan Sánchez |

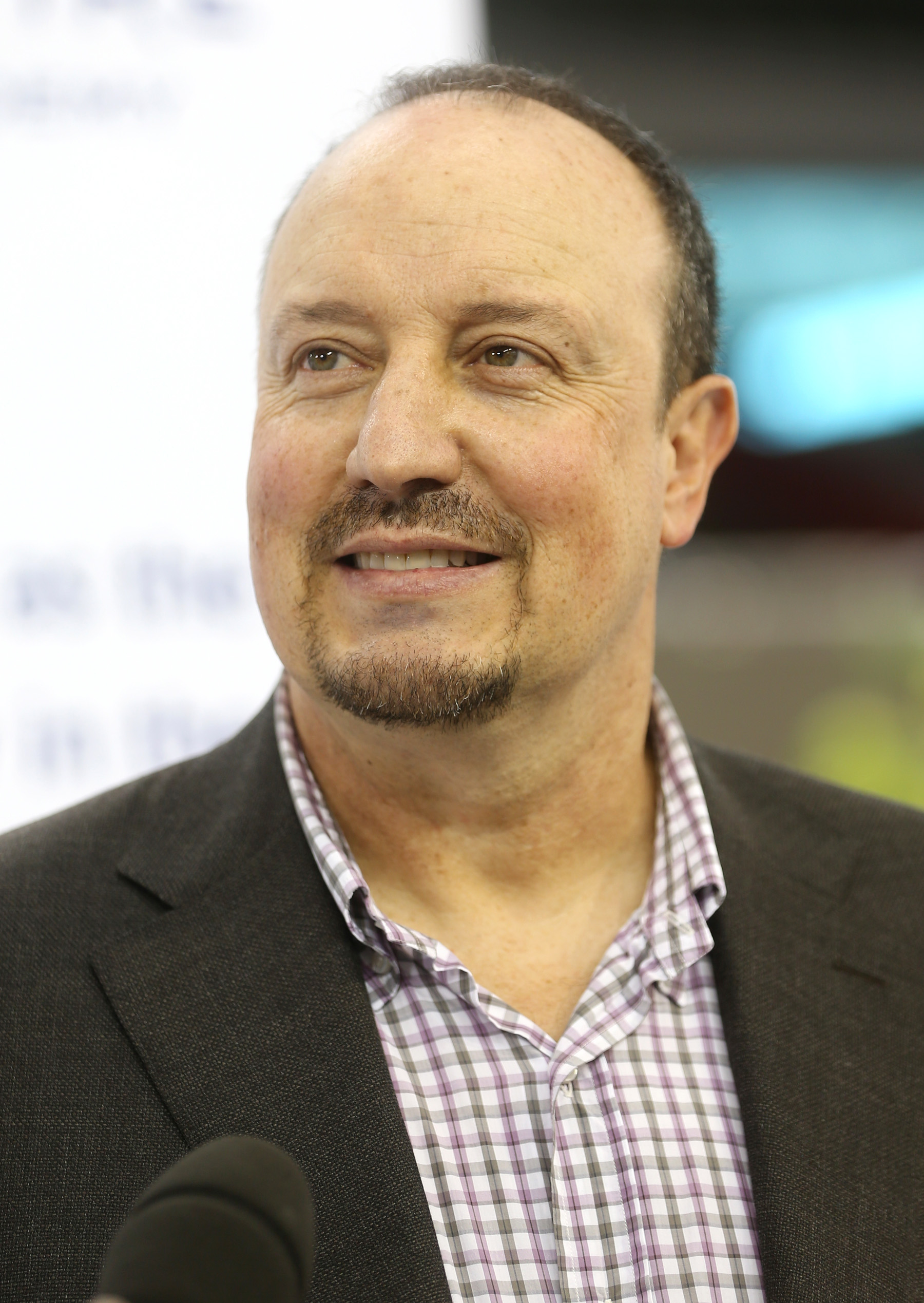
Rafael Benítez entraineur de Valence entre 2001 et 2004.

Rafael Benítez devient le nouvel entraîneur après le départ de Cúper et lors de la saison 2001-2002, Valencia remporte après 31 ans d'attente le championnat d'Espagne. Lors de la saison 2003-2004, le club a réalisé un triplé historique en remportant le titre de champion d'Espagne, en gagnant la Coupe UEFA face à l'Olympique de Marseille et la Supercoupe d'Europe face au FC Porto.
Le 28 octobre 2007, Quique Sánchez Flores (entraîneur du club depuis 2005) est remercié à la suite de la large défaite (1-5) du Valencia CF à domicile contre le Real Madrid, malgré une 4e place au classement provisoire du Championnat. Quelques jours plus tard, l'ancien international néerlandais Ronald Koeman devient le nouvel entraîneur.

Le 16 avril 2008 Valencia remporte sa 7e Copa del Rey contre le Getafe au Stade Vicente Calderon à Madrid (score : 3-1). Néanmoins, le technicien néerlandais est limogé de son poste d’entraîneur après une énième défaite et une décevante 16e place en Championnat, ainsi qu'une piètre performance en Ligue des champions. En effet, malgré la victoire en Coupe du Roi contre Getafe, la direction du club, qui avait déjà pris sa décision bien avant cette échéance, a décidé d’aller jusqu’au bout de sa logique, afin de sauver ce qui peut encore 
l'être en championnat.

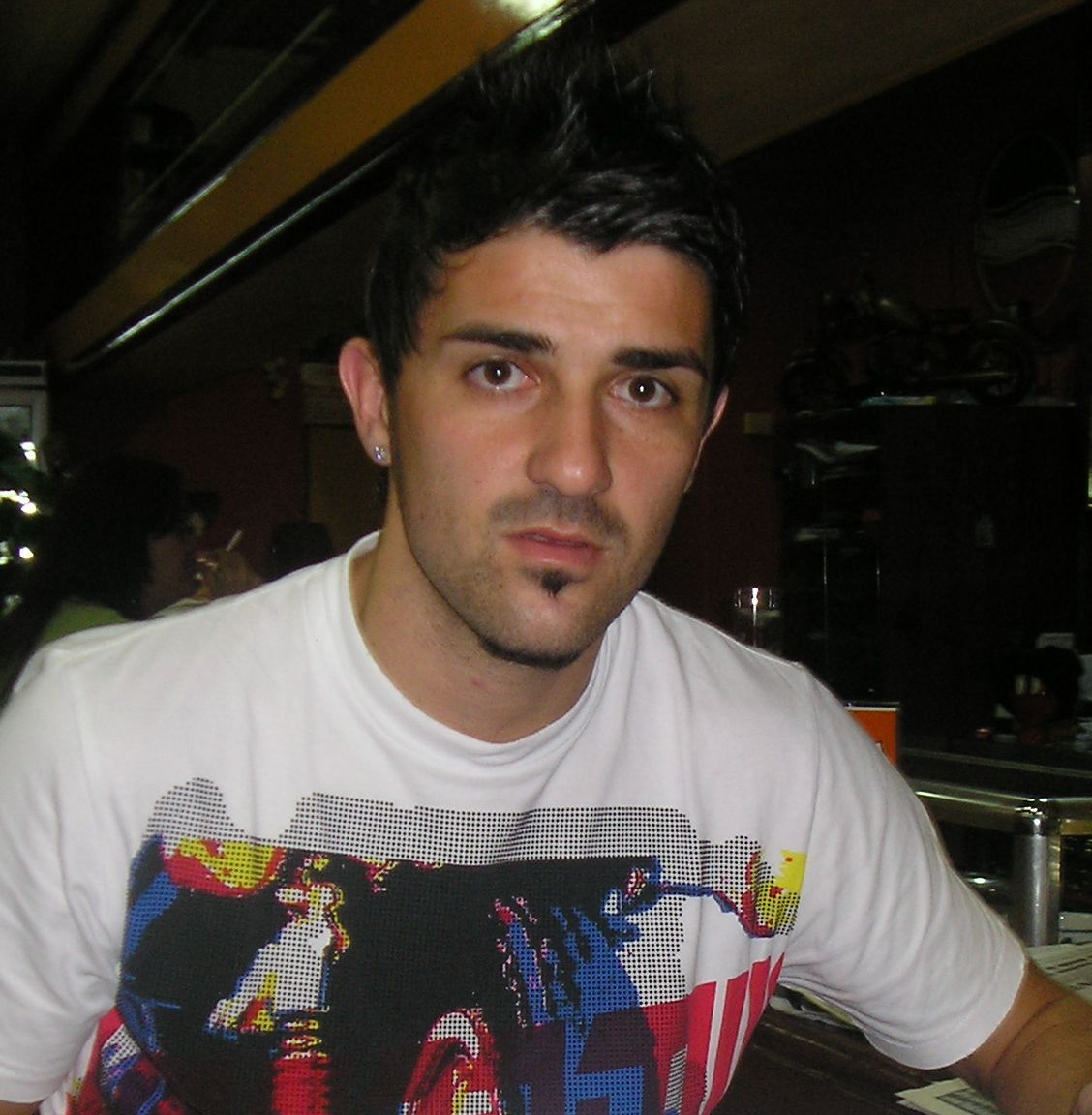
David Villa star de l'équipe entre 2005 et 2010.

Salvador González Voro et José Maria Ochotorena, nommés entraîneurs par intérim, ont la charge de maintenir le club dans l'élite.
Le basque Unai Emery prend le poste d'entraîneur du Valencia CF, à compter de la saison 2008-2009. En provenance du club andalou de l'UD Almería qu'il a fait monter en 1re Division, il est le plus jeune technicien de l'histoire du club.

### Nouveaux présidents, nouvel entraîneur, nouvelle ère.
Après la crise de l'été 2008, et la nomination du nouvel entraîneur Unai Emery, Vicente Soriano devient président du club. En février 2009, les travaux du nouveau stade, le Nou Mestalla, sont suspendus, à la suite de multiples défauts de paiements. Le Valencia CF conclut le Championnat d'Espagne de football 2008-2009 à la 6e place, ce qui l'assure de participer à la Ligue Europa 2009-2010. En Coupe du Roi, le club ne parvient à conserver son trophée.
Le 5 juin 2009, Vicente Soriano présente sa démission à la suite de l'échec des négociations de la vente des parcelles du stade Mestalla, le club étant endetté à hauteur de 500 millions d'€. C'est Manuel Llorente qui devient le nouveau président du club le 7 juin 2009, quittant ainsi ses fonctions de président du Valencia Basket Club. À l'issue de la saison, le Valencia CF est assuré de retrouver la Ligue des champions de l'UEFA pour le prochain exercice, grâce à sa 3e place en championnat. Durant la trêve estivale, David Villa, David Silva et Carlos Marchena, sacrés champions du Monde 2010, quittent le club.
Lors de l'exercice 2010-2011, Valencia se classe une nouvelle fois 3e en championnat, derrière le FC Barcelone et le Real Madrid. En Ligue des champions, le club échoue en 8e de finale, éliminé par FC Schalke 04. Durant la saison, le club annonce un recul de la dette, passée à environ 300 millions €.
C'est avec un effectif largement remanié que le club entame la saison 2011-2012. Aux départs de joueurs historiques, tels Vicente et Joaquín, s'ajoutent celui de Juan Mata, vers Chelsea, et celui, plus controversé, d'Isco, vers Malaga CF. Ils sont compensés par l'arrivée de jeunes éléments comme Pablo Piatti, Dani Parejo ou Sergio Canales. Unai Emery souhaitant renforcer la défense, faiblesse de l'équipe les précédentes saisons, le club enregistre la venue d'Adil Rami, recruté dès le mois de janvier 2011 mais laissé en prêt jusqu'en juin dans son club d'origine, le LOSC. Il est associé dans l'axe défensif à Víctor Ruiz, en provenance du SSC Naples. À la suite du changement d'équipementier, un maillot aux couleurs de la "Senyera Coronada" est présenté début juillet. Créé essentiellement pour les supporters, c'est une réinterprétation moderne de la tenue que le club portait vers la fin des années 1970, au moment du 1er passage de Mario Kempes. Vicente Guaita, Jordi Alba, Banega, Roberto Soldado et Adil Rami forment l'ossature de l'équipe. David Albelda redevient capitaine, considéré comme joueur emblématique du club et très apprécié des supporters. Le club a l'ambition de rivaliser un peu plus chaque année avec les équipes à gros budgets du Championnat espagnol, le FC Barcelone et le Real Madrid. Avec le prolongement de contrat jusqu'en 2015 de son gardien prodige, grand espoir du football espagnol, Vicente Guaita, et le recrutement de Diego Alves, le club murciélagos compte dans ses rangs, 2 des meilleurs portiers de la Liga.
Le 12 décembre 2011, le Valencia CF annonce dans un communiqué officiel qu'un accord a été conclu avec le conglomérat bancaire Bankia. Cet accord permettra de financer la reprise des travaux du futur stade du club, le Nou Mestalla.
Lors du mercato hivernal, Éver Banega prolonge son contrat jusqu'en 2015, avec une clause libératoire de 30 millions d'euros, la seule affaire du mercato hivernal du côté du club Ché.[réf. nécessaire]
Le Valencia CF a signé un nouveau sponsor, Jinko Solar, entreprise d'énergie renouvelable en Chine pour le reste de la saison.
À seulement cinq matchs de la fin de saison, à la suite de l'élimination du club en demi-finale de la Ligue Europa, et une fin de championnat difficile pour le club, l'entraîneur Unai Emery officialise son départ auprès de ses joueurs, puis au public de Mestalla. De nombreux noms circulent alors pour la succession de l'entraîneur basque, tel que celui de Didier Deschamps, ou Joaquín Caparrós. Avec 61 points, et à plus de 30 points du Real Madrid et du FC Barcelone le club finira la saison à la 3e place pour la 3e fois consécutive, synonyme de qualification directe pour la prochaine Ligue des champions, ceci étant le principal objectif du club. À la suite de ce faible nombre de points, le Valencia CF fut ainsi le premier club ayant fini 3e avec le plus faible total de points accumulés en une saison depuis quinze ans.
Après quatre ans passés sur le banc de Mestalla, Unai Emery, aura réussi à imposer un style de jeu très "léché" au club Ché, basé sur le beau jeu.

### Vers un nouveau départ
C'est finalement Mauricio Pellegrino, ancien joueur du Valencia CF entre 1999 et 2004, après être passé au FC Barcelone en 1998, qui prend les rênes du club "Ché".
Derrière les inamovibles mastodontes de Liga que sont le Real Madrid et le FC Barcelone, le Valencia CF est une valeur sûre du championnat espagnol. Ces dernières saisons, malgré les départs de Raul Albiol, Joaquín, Juan Mata, David Silva ou encore David Villa, le club Ché a terminé pour la 3e saison consécutive sur la 3e marche du podium en Liga et jouera une fois encore en Ligue des champions la saison prochaine. Valencia retrouve ainsi la lumière comme ce fut le cas au début des années 2000 avec la génération Mendieta double finaliste de la Ligue des champions.
Pour la saison suivante, les objectifs seront toujours aussi élevés. Et pour accompagner le Valencia CF en Espagne et dans toute l’Europe, l’équipementier espagnol Joma vient de dévoiler la nouvelle tunique du club valencien. Un maillot classique à forte domination blanche, mais qui apporte quelques nouveautés. Si le sponsor Solar Jinko reste au centre, sa couleur verte de la saison passée disparaît au profit d’un noir plus sobre. De fines bandes verticales ont été rajoutées représentant le "sang" du peuple valencien, avec comme slogan "La sangre de todos estará en la camiseta del Valencia CF" soit "Le sang de tous, sera sur le maillot du Valence CF". De même qu’un col en V qui remplace le col rond. Le directeur marketing de la marque espagnole explique d’ailleurs qu’il s’agit d’un clin d’œil envers le V de Valencia. Un maillot qui fait vite polémique, puisque le Honduras ainsi qu'un club mexicain, abordent le même maillot. Un problème pas au goût des "seguidores" valencianistes.
Manuel Llorente, le président de Valencia CF fonde beaucoup d’espoirs sur ce nouveau maillot qui marche très fort et dont les ventes ont augmenté de 30 % l’an dernier. « Il y a une pleine communion entre le Valencia CF et Joma. Cette année a été un best-seller pour le maillot. Nous avons atteint les objectifs sportifs, et l’année prochaine nous serons en Ligue des champions. Ainsi, le maillot aura une large diffusion en Europe. »
Depuis ces dernières années, et à la suite de la dette monumentale du club Ché, le Valence CF se base en priorité sur les jeunes issus directement du centre de formation, la Ciudad deportiva de paterna. C'est notamment les cas de Paco Alcácer, Vicente Guaita et surtout Juan Bernat. Ce dernier étant annoncé comme l'un des prochains phénomènes du football espagnol. À défaut de vendre chaque année ses stars, le club Murciélagos recrute malin, pas cher, pour ainsi obtenir des bénéfices après ventes de ces joueurs. Le Brésilien Jonas, recruté pour 2 millions d'€ en 2011, et aujourd'hui international est l'un de ces nombreux exemples. Mais aussi Jordi Alba, récupéré au centre de formation du FC Barcelone, aujourd'hui international espagnol et courtisé par son club formateur.
Lors du mercato estival 2012, le Valence CF mise encore une fois sur la jeunesse et enregistre les entrées de Jonathan Viera, en provenance de Las Palmas pour la modique somme de 2,5 millions d'€ et de Andrés Guardado, lui plus confirmé et libre de tout contrat par le Deportivo La Corogne. Le club enregistre également l'arrivée du portugais João Pereira, en provenance du Benfica Lisbonne pour 3,5 millions d'€. Une bonne affaire pour ce défenseur latéral gauche confirmé. Mais si l'international lusitanien, demi-finaliste de l'Euro 2012 débarque à Mestalla, c'est pour pallier le départ de la "perle de Mestalla", Jordi Alba. En effet, alors que son très bon Euro le révèle aux yeux du grand public, son transfert au FC Barcelone n'est toujours pas bouclé. Pourtant, tout semblait en de très bonne voie, avant qu'une affaire entre le club "culé" et le club "ché" n'ait eu lieu. En effet, le FC Barcelone a commis un geste pour le moins inacceptable pour le président du Valence CF, Manuel Llorente. Le club blaugrana aurait « piqué » de jeunes joueurs du centre de formation valencien, ce qui a considérablement agacé l’homme de 60 ans. Le transfert de Jordi Alba, l’international valencien censé rejoindre les blaugranas, pourrait être en péril. En tout cas, le prix risque de grimper. Le FC Barcelone « manque d’éthique », le club est « venu se servir dans mon centre de formation » a déclaré le président. Llorente est furieux car le club culé vient tout juste de « chiper » deux joueurs de douze ans au Valence CF avec l’accord des parents. Il s’est même dit prêt à « entamer une action en justice » contre les auteurs du « vol ». « Le Barça a bafoué l’accord existant entre les clubs et ça, il va le payer très cher. » En effet, les conséquences pourraient être préjudiciables pour le FC Barcelone. Ce qui pourrait donc remettre en cause le transfert du catalan dans son club formateur. Car la 1re cible de Tito Vilanova, nouvel entraîneur culé, est Jordi Alba. Et alors que les négociations semblaient en bonne voie, désormais, le président ne compte plus faciliter la tâche au Barça: « Ce sera 15 millions ou rien du tout. » Vilanova & co souhaitaient réduire ce prix en dessous des 10 millions d'euros, mais après ces évènements, le transfert de Jordi Alba au Barça risque d’être plus compliqué que prévu, jusqu'à attendre éventuellement une année supplémentaire pour ainsi obtenir l'acquisition du prodige espagnol gratuitement, puisqu'il sera en fin de contrat. Le 28 juin, un accord est cependant trouvé qui envoie la perle de Mestalla au Camp Nou pour 14 millions d'euros.
Le club continue de miser sur le centre de formation en offrant le 1er contrat pro au jeune et prometteur Carles Gil et en confiant les clés de l'attaque au jeune et talentueux valencien Paco Alcácer, à la suite du départ d'Aritz Aduriz pour son club formateur de l'Athletic Bilbao pour 2,5 millions d'€. Ce dernier remettra une lettre de remerciement au public de Mestalla où il exprime sa "reconnaissance" envers tout le staff du club ché, ainsi qu'aux joueurs qu'il a pu côtoyer durant ces deux saisons à Valence. De son côté, le Valence CF a publié un communiqué dans lequel il salue son engagement : « Le club remercie Aritz pour son extraordinaire professionnalisme et son implication tout au long de son parcours avec l'équipe. ».
Voulant garder ses cadres, le Valence CF prolonge pour cinq ans, jusqu'en 2017, l'attaquant star du club, Roberto Soldado, lequel a assuré qu'il rêverait de terminer sa carrière dans le club de sa ville natale.
Le 5 juillet 2012, le club signe un contrat de deux ans avec Electronic Arts, dont l'attaquant star de l'équipe, Roberto Soldado partage l'affiche espagnole avec Lionel Messi pour le jeu FIFA 13. Ainsi, tous les joueurs de l'équipe ont participé à un shooting photo, pour être modelés à l'identique dans le jeu vidéo.
Le club continue les recrutements intelligents, puisqu'il achète au Real Madrid, Fernando Gago et Sergio Canales, alors en prêt au club ché, pour seulement 9 millions d'€. Avec Tino Costa, Éver Banega et Fernando Gago, c'est donc un milieu de terrain 100 % argentin qui devrait voir le jour sous les ordres de leur compatriote et entraîneur l'albiceleste, Mauricio Pellegrino.
Pour l'ouverture de la Liga, c'est un Valence plein de promesses qui entre en scène face au grand Real Madrid au Santiago Bernabéu. Alors que beaucoup se lassent de voir un championnat à deux équipes, beaucoup s'excitent à l'idée de voir le club "ché" se battre aux côtés des deux géants espagnols. Le défenseur madrilène et ancienne gloire de Valence, Raul Albiol, reconnaît lors d'une conférence de presse, que « seul le Valence CF peut se battre face au Barça et au Real cette saison. ». Le match se soldera par un match nul 1-1 avec un but de Jonas, répondant à l'ouverture du score précoce d'Higuain. Un match qui aurait dû se terminer par une victoire valencienne, puisque Roberto Soldado, s'est vu injustement refuser un but à l'heure de jeu. Le 30 août 2012, le club se sépare d'un de ses cadres, Pablo Hernández, qui rejoint Swansea pour 7 millions d'euros.
Maurico Pellegrino est démis de ses fonctions le 1er décembre 2012, lors de la 14e journée de Liga, et une défaite humiliante sur le score de 2-5 à Mestalla face à la Real Sociedad. Le capitaine David Albelda déclare alors que les joueurs, n'étaient pas à la hauteur de Pellegrino. De nombreux noms circulent alors, dont celui de l'ancien sélectionneur de la « Roja », Luis Aragonés. C'est finalement Ernesto Valverde qui prendra les rênes du club.
À la suite du départ de l'Argentin, c'est Fernando Gago, son compatriote, qui plie bagage pour son pays natal sous forme de prêt. Le 1er février, il rejoint ainsi le club "Vélez Sársfield" pour cinq mois.
Le 1er février 2013, C'est la figure emblématique du club "ché", David Albelda qui annonce qu'il quitte son club de cœur à la fin de la saison 2013 après 15 ans passés avec les pensionnaires de Mestalla. « À 95 %, je ne continuerai pas à Valence ». Des doutes planent alors sur sa possible fin de carrière à 35 ans. Ce qu'il écarte cependant.
Du fait de la dette colossale du club, et des résultats en demi-teinte depuis cinq ans, le président du club Manuel Llorente présente sa démission samedi 6 avril 2013 et est remplacé par intérim par Amadeo Salvo. Le club terminant à une modeste 5e place, non qualificative pour la C1, l'entraîneur Ernesto Valverde décide de ne pas prolonger l'aventure et est remplacé par Miroslav Đukić, ancien joueur du club.
En signe de reconnaissance, le numéro 6 du club a été retiré à la suite de la mort de la légende du club Antonio Puchades et du retrait de l'éternel capitaine du club David Albelda. Cependant, il sera attribué à Oriol Romeu.

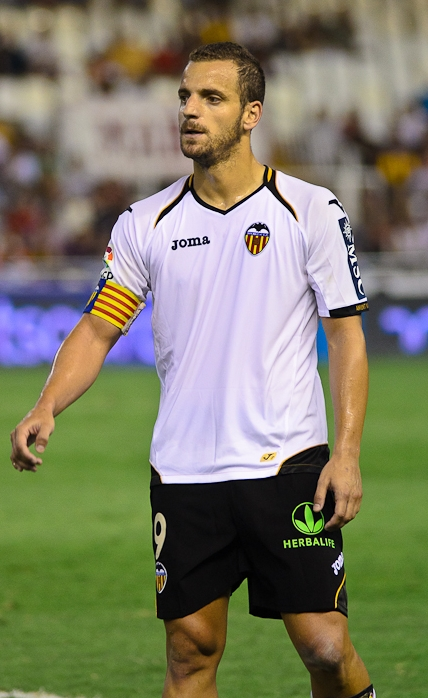
Roberto Soldado le remplaçant de David Villa et capitaine du club entre 2010 et 2013
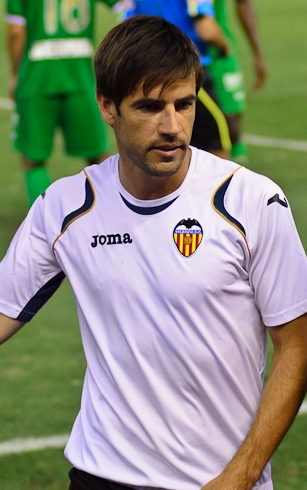
David Albelda, capitaine et joueur du club entre 1997 et 2013.
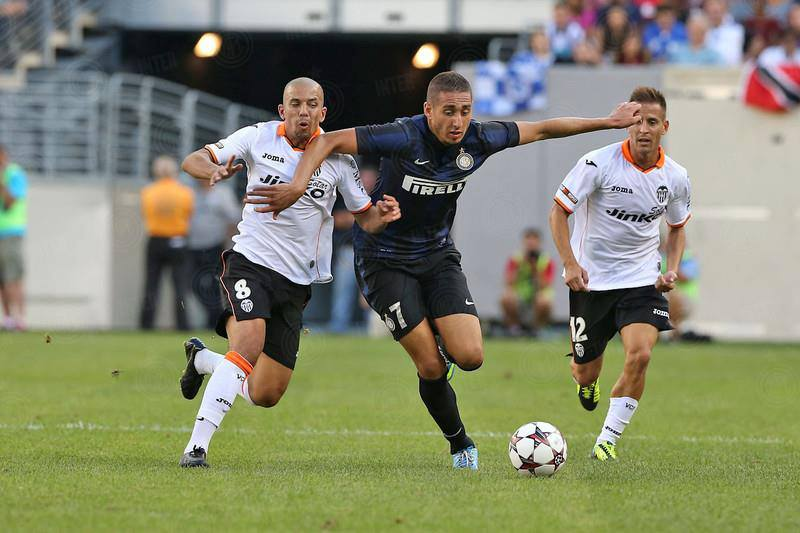
Sofiane Feghouli lors du match Valence-Inter Milan.

### Génération dorée
Si l'Espagne est la 1re équipe de l'histoire à réaliser un triplé Euro-Mondial-Euro, et devient ainsi la 1re au monde à remporter une triple couronne, enchaînant dans un championnat continental les victoires entrecoupées par un sacre mondial, et la 1re équipe à conserver un titre européen de football, elle le doit en partie au club "ché". Bien que la "Roja", soit en majorité constituée de joueurs évoluant au FC Barcelone et au Real Madrid, de nombreux joueurs champions du monde et champions d'Europe ont fait partie du club de Mestalla. Entre autres, Raúl Albiol, David Silva, Carlos Marchena et surtout David Villa alors meilleur buteur du tournoi, ont remporté l'Euro 2008 alors qu'ils défendaient les couleurs du club valencien. Mais le plus grand trophée de la sélection espagnole reste la coupe du monde 2010, en Afrique du Sud. Et parmi les vainqueurs, on retrouve Carlos Marchena, David Silva, Juan Mata et David Villa, alors en partance vers Barcelone, et ayant terminé co-meilleur buteur de la compétition avec cinq buts. Et pour réaliser ce triplé historique, la Roja a fait appel à la révélation de l'Euro 2012, Jordi Alba. De plus, parmi les 4 buteurs en finale, pour la large victoire espagnole, 4-0 face aux Italiens, trois joueurs ont par le passé défendu les couleurs du Valence CF, à savoir : David Silva, Jordi Alba et Juan Mata. Et de cette génération, Valence tient le surnom de "producteur national"[réf. nécessaire], puisque depuis la vente de Raul Albiol au Real Madrid en 2009 pour 15 millions d'euros, plus de douze joueurs espagnols ont été vendus par le club "ché".

### La rigueur économique

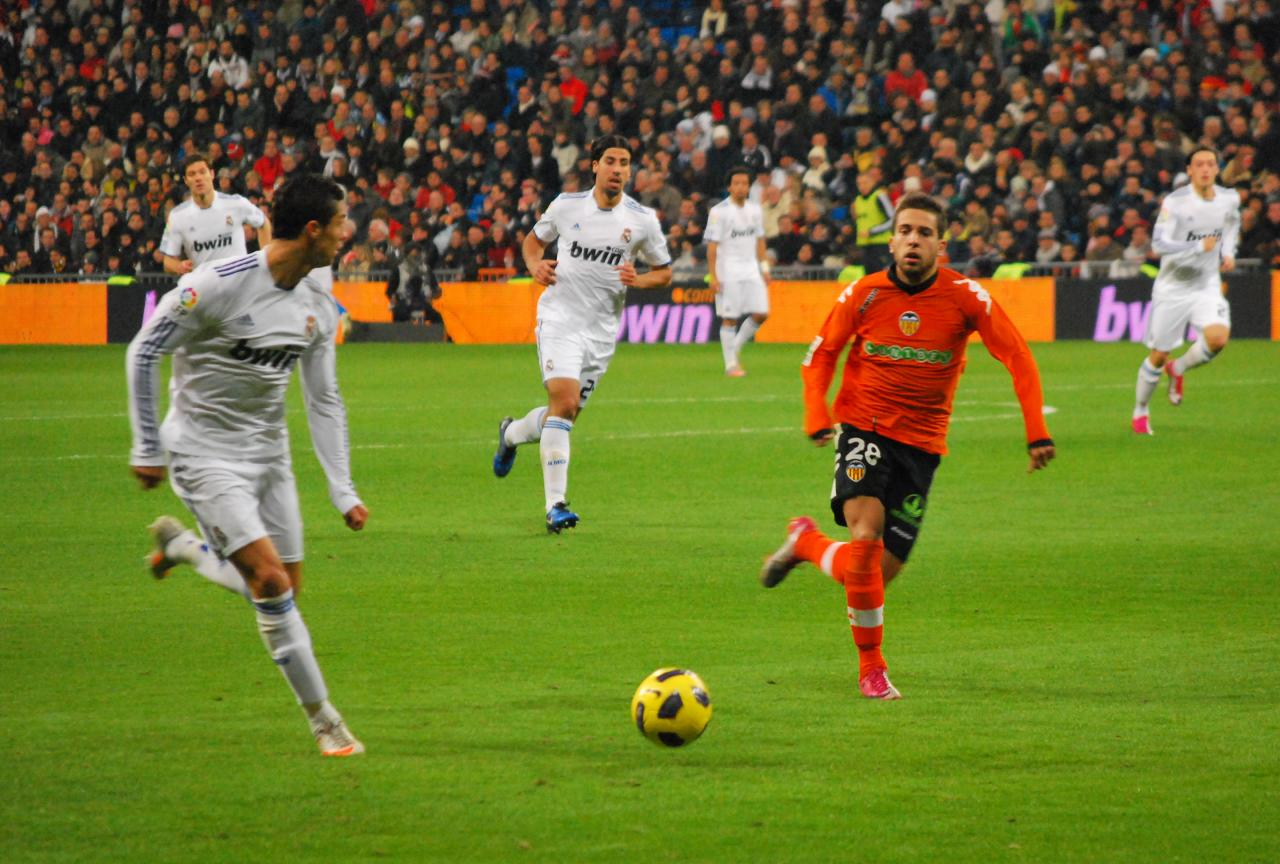
Cristiano Ronaldo (à gauche) face à Jordi Alba (à droite) en 2010.

Le dernier a été Pablo Hernández transféré pour 7 millions d'euros à Swansea.
En tout ce sont un gardien de but, quatre défenseurs, trois milieux de terrain et quatre attaquants qui ont été vendus par Valence dans les dernières périodes estivales. Sans aucun doute, le plus intense a été la saison 2010 avec le transfert de David Villa et David Silva pour un total de 73 millions d'euros.
L'été suivant a été celui où le club a vu le départ de sa star internationale Juan Mata. L'Espagnol a permis à la capital del Turia d'engranger environ 28 millions d'euros versés par Chelsea.
L'année 2012 a été celui du départ du prodige catalan Jordi Alba, transféré pour 14 millions d'euros au FC Barcelone.

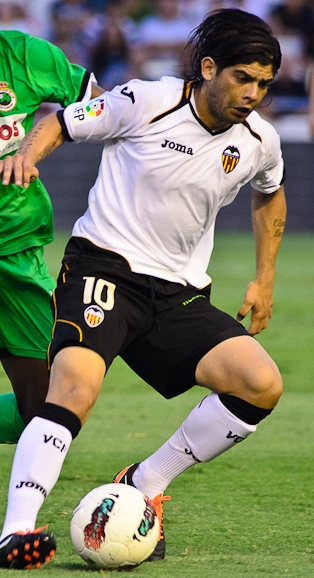
Éver Banega en 2011.

De plus, le club a attiré 6 millions d'€ pour Isco, parti à Malaga. Alexis est allé à Séville pour également 6 millions. Et les ventes de Joaquín, Marchena, Aritz Aduriz ou Ángel Moyá ont également permis d'encaisser plus de 10 millions d'euros.
Au total, c'est plus de 190 millions d'euros que le club ché a récoltés en vendant ses joueurs espagnols.
En janvier 2013, le club passe sous contrôle public en raison de sa situation financière. Le club cumule 350 millions d'euros de dettes qu'il n'est pas capable de rembourser. La Generalitad (gouvernement régional de la communauté de Valence) en prend le contrôle car elle s'est portée caution en 2010 lorsque le club était menacé de cessation de paiement. Le club avait alors créé la "Fondation Valence CF" pour contracter un nouveau prêt de 80 millions d'€ pour une augmentation de capital que le club ne peut rembourser en janvier 2013.
Lors de l'été 2013, le nouveau président du club, Amadeo Salvo, lors d'une présentation de maillot spectaculaire à Mestalla, annonce que peu de recrutements auront lieu cette saison (2013-2014). En effet, le club, après avoir perdu ses milieux de terrain (Tino Costa (6,5 millions d'euros) et David Albelda (Fin de contrat)), espère avoir engrangé plus de 18 Millions d'€ pour recruter et compte pour cela sur la vente d'Adil Rami qui pourrait leur rapporter entre 10 et 12 millions d'€. Ainsi, en attendant cette somme, le club recrute intelligemment, en rapatriant son ancien joueur Míchel pour 400 200 € et en faisant l'acquisition gratuite de Javi Fuego en fin de contrat avec le Rayo Vallecano ou encore en faisant le prêt du très prometteur milieu de terrain espagnol de Chelsea, Oriol Romeu ainsi que du jeune portier de Majorque Yeray Gómez.
Le 1er août 2013, le club est forcé de vendre son meilleur buteur Roberto Soldado à Tottenham, le club londonien ayant payé sa clause libératoire qui était de 30 millions d'euros.

### Nouvelle ère singapourienne

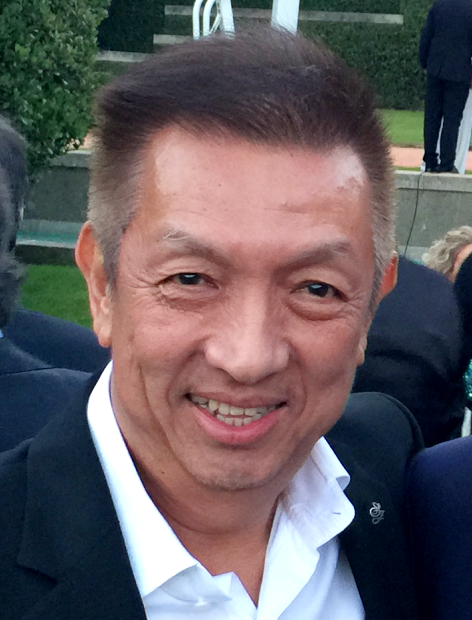
Peter Lim est le propriétaire de Valencia depuis 2014.

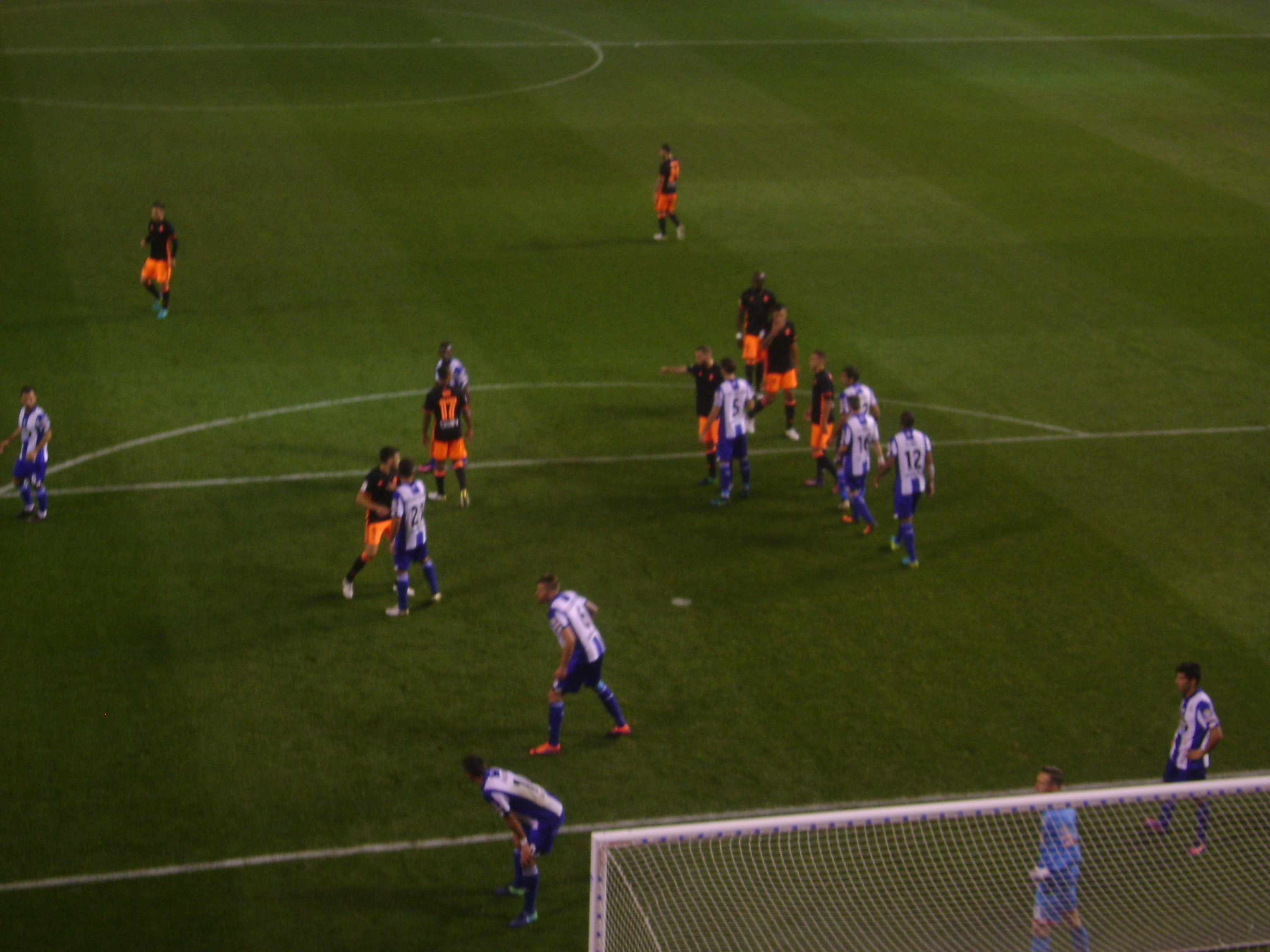
Deportivo de La Coruña vs. Valencia CF.

En mai 2014, l'homme d'affaires singapourien Peter Lim a été désigné par la Fundación Valencia CF comme l'acheteur de 70,4% des actions détenues par la fondation du club,. Après des mois de négociations entre Lim et Bankia (le principal créancier du club), un accord a été conclu en août 2014. Juan Antonio Pizzi a été inopinément limogé en tant qu'entraîneur-chef et remplacé par Nuno Espírito Santo le 2 juillet 2014. Plus tard, Salvo a révélé dans une interview que l'embauche de Nuno était l'une des conditions que Lim avait exigées lors de l'achat du club. Ceci a surpris les médias en raison de la relation étroite de Nuno avec l'agent de football Jorge Mendes, dont le premier client était Nuno,. Lim et Mendes sont également de proches amis et partenaires d'affaires. Quoi qu'il en soit, la première saison de Nuno a été un succès. Les recrutements notables incluaient Álvaro Negredo, André Gomes et Enzo Pérez, qui venait de remporter le titre de LPFP Primeira Liga Player of the Year dans la Ligue portugaise Primeira Liga,,. Valence a terminé la saison 2014-15 à la quatrième place, se qualifiant pour la Ligue des Champions, avec 77 points, juste un point devant Séville après une dernière semaine dramatique, battant Grenade 4–0.
Le 2 juillet 2015, Amadeo Salvo a démissionné de son poste de président exécutif de Valence, invoquant des raisons personnelles. Il était une figure populaire parmi les fans. Le 10 août 2015, Nicolás Otamendi a été vendu à Manchester City pour 32 millions de £ et Aymen Abdennour a été recruté depuis Monaco pour 22 millions de £ en tant que son remplaçant,. Valence a battu Monaco lors du tour de barrage de la Ligue des Champions avec une victoire sur l'ensemble des deux matches de 4-3. Cependant, Valence a mal commencé la saison 2015-16, remportant 5 matches sur 13 et ne parvenant pas à progresser depuis la phase de groupes de la Ligue des champions. Les fans étaient également de plus en plus préoccupés par l'influence croissante de Jorge Mendes dans les activités du club. Le 29 novembre, Nuno a démissionné en tant que manager et l'ancien défenseur de Manchester United, Gary Neville, a été embauché en tant que son remplaçant le 2 décembre,. Valence est restée sans victoire pendant neuf matches avant de remporter sa première victoire sous Neville lors d'une victoire 2-1 à domicile contre Espanyol. Le 30 mars 2016, Neville a été limogé après avoir enregistré le plus faible pourcentage de victoires de l'histoire de la Liga pour un manager de Valence avec un minimum de cinq matches, remportant seulement 3 sur 16. Il a été remplacé par Pako Ayestarán, qui avait été amené par Neville en tant qu'entraîneur adjoint un mois auparavant,. Valence a terminé la saison à la 12e position.
Durant l'été 2016, André Gomes et Paco Alcácer ont tous les deux été vendus à Barcelone et Shkodran Mustafi a été vendu à Arsenal, tandis qu'Ezequiel Garay et l'ancien joueur de Manchester United, Nani, ont été recrutés,,,,. Pako Ayestarán a été licencié le 21 septembre 2016 après quatre défaites consécutives au début de la saison 2016-17. L'ancien entraîneur de l'équipe nationale d'Italie, Cesare Prandelli, a été embauché comme son remplaçant le 28 septembre. Cependant, il démissionne après seulement trois mois, le 30 décembre, affirmant que le club lui avait fait de fausses promesses de transfert. Quelques jours plus tard, le 7 janvier 2017, le directeur sportif de Valence, Jesús García Pitarch, démissionne également, déclarant qu'il avait l'impression d'être utilisé comme bouclier contre les critiques du club et qu'il ne pouvait plus défendre quelque chose en quoi il ne croyait plus,. Voro a été nommé entraîneur intérimaire pour la cinquième fois jusqu'à la fin de la saison, Valence étant en 17e position et en danger de relégation. Cependant, les résultats s'améliorent sous Voro et il parvient à éloigner Valence de la zone de relégation, terminant finalement la saison à la 12e place. Le 27 mars, Mateu Alemany est nommé nouveau directeur général de Valence.

Graphique des performances en ligue du Valencia CF de 1929 à 2023

Le club a également annoncé que la présidente du club, Lay Hoon Chan, avait présenté sa démission et qu'elle serait remplacée par Anil Murthy. Après les rumeurs concernant les tentatives de Lim de vendre le club, Murthy a rassuré les fans et les médias locaux en affirmant que Valence était un projet à long terme pour lui et Lim, et ils ne songeraient pas à vendre le club,. Pour la saison suivante, l'ancien entraîneur de Villarreal, Marcelino, a été nommé nouveau manager le 12 mai.
Après une première saison réussie sous Marcelino, le club a terminé à la 4e position et a obtenu une place en Ligue des champions. Lors de sa deuxième saison, ils ont à nouveau terminé 4èmes et ont également atteint les demi-finales de la Ligue Europa UEFA. Le 25 mai 2019, Valence a remporté la Copa del Rey, créant la surprise contre le FC Barcelone en finale et remportant leur premier trophée depuis 2008.
Tant Marcelino que le directeur sportif Mateu Alemany, qui étaient crédités comme les architectes de ce succès, ont été licenciés le 11 septembre 2019 après que le premier ait publiquement critiqué Lim. Il a été remplacé par l'infructueux Albert Celades, qui a été licencié en raison de mauvais résultats, tandis que le directeur sportif César Sanchez a démissionné la même saison, ce qui fait six managers différents et autant de directeurs sportifs d'ici 2020.
Pour la saison 2020-21, l'entraîneur Javi Gracia a été engagé. Il a été mis à la tête d'une équipe pleine de prospects et de réservistes après que le club n'ait signé aucun joueur lors du mercato estival, mais a vendu des joueurs clés comme le capitaine Dani Parejo. Le jeune prodige local Ferran Torres a été vendu à Manchester City pour la moitié de sa valeur marchande. Au total, Valence a vendu des joueurs pour 85 millions d'euros afin de rééquilibrer les comptes du club. Au début de la saison, le club n'était pas en mesure de payer les salaires des joueurs restants. Après six saisons sous la propriété de Peter Lim, Valence CF a accumulé des pertes de 323 millions d'euros, tandis que la valeur de sa plus grande société d'investissement, Thomson Medical Group, a perdu 1,7 milliard d'euros pendant la même période de six ans. À la suite de ces années de mauvaise gestion, l'effectif a été considérablement réduit en termes de qualité et la propriété de Lim a été vivement critiquée à Valence,.
Au cours de la saison 2021-2022, José Bordalás a été recruté après avoir passé 5 saisons au Getafe CF. Ils ont atteint la finale de la Copa del Rey lors de sa première saison à la tête de l'équipe, où ils ont perdu contre Real Betis aux tirs au but après un match nul 1-1.

## Structures du club

### Infrastructures du club

#### Stades

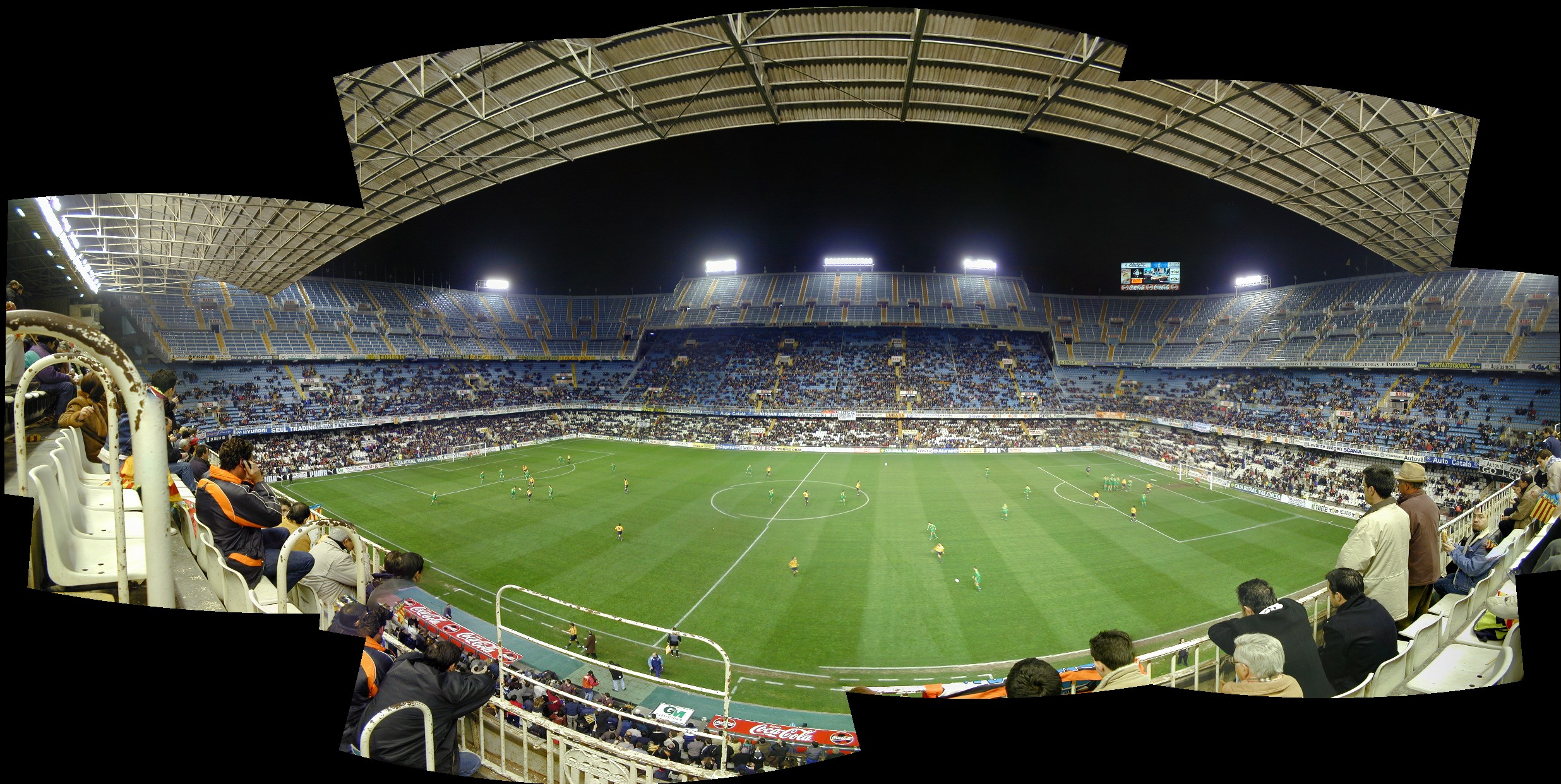
Vue panoramique de Mestalla.

Le club effectue ses matches à Mestalla en plein centre-ville de Valence depuis 1923. Il peut accueillir 55 000 spectateurs. Après avoir évolué à Algirós, le Valence CF inaugure le stade Mestalla le 20 mai 1923, battant pour l'occasion son voisin du Levante UD (1:0). Sa capacité sera augmentée après la guerre civile et en 1957, il sera affecté par une crue dévastatrice. L'enceinte est ensuite rénovée de fond en comble en vue de la Coupe du monde de la FIFA 1982 et des Jeux Olympiques de Barcelone en 1992.
À ses débuts, l'équipe valencienne n'évolue pas en première division et le stade accueille 17 000 spectateurs. Lorsqu'en 1927 les résultats du club s'améliorent dans les championnats régionaux, les dirigeants de l'époque effectuent des premiers travaux. Le stade atteint ainsi une capacité de 25 000 places avant que la guerre d'Espagne ne détériore le stade.
C'est dans les années 1950 que Mestalla connaît ses plus grands changements dans l'histoire. En effet un projet permet d'atteindre une capacité de 45 500 places. Mais tout un rêve s'effondre à cause de l'inondation de Valence en octobre 1957 due au débordement de la rivière Turia. Toutefois, quelques améliorations apparaissent comme la lumière artificielle inaugurée pendant les Falles de 1959. Pendant les années 1960, le stade conserve son aspect tandis que le paysage urbain qui l'entoure se transforme rapidement. C'est aussi à cette période qu'ont lieu les premières joutes européennes du Valence CF. Nottingham Forest est la première équipe étrangère à disputer un match officiel face au club local ; match qui eut lieu le 15 septembre 1961. Première pierre à l'édifice qui permet de remporter la Coupe UEFA en 1962 et 1963.
En 1969, un changement de nom du stade a lieu, hommage du club à un de ses présidents les plus emblématiques, Luis Casanova Giner, qui est resté dix-neuf ans à la tête du club. En effet, à partir de cette date Mestalla devient le stade Luis Casanova. C'est en 1994 qu'il demande qu'on rende au stade son nom d'origine. Un nouveau stade devrait voir le jour, le Nou Mestalla qui pourra accueillir 61 500 personnes, prévu pour 2010, sa livraison est repoussée faute de créancier à cause de l'endettement du club (460 millions d'euros).

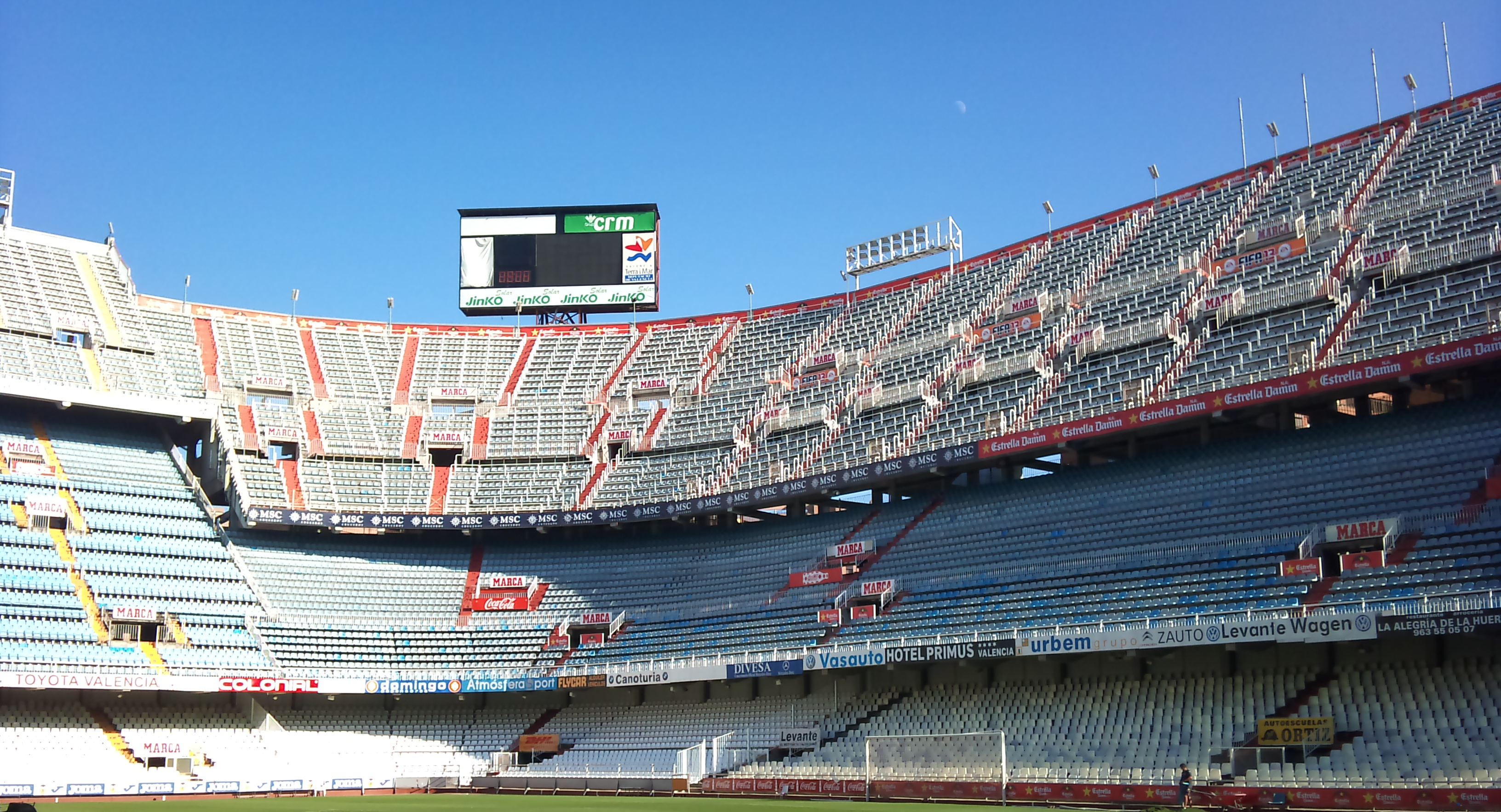
Tribunes de Mestalla.
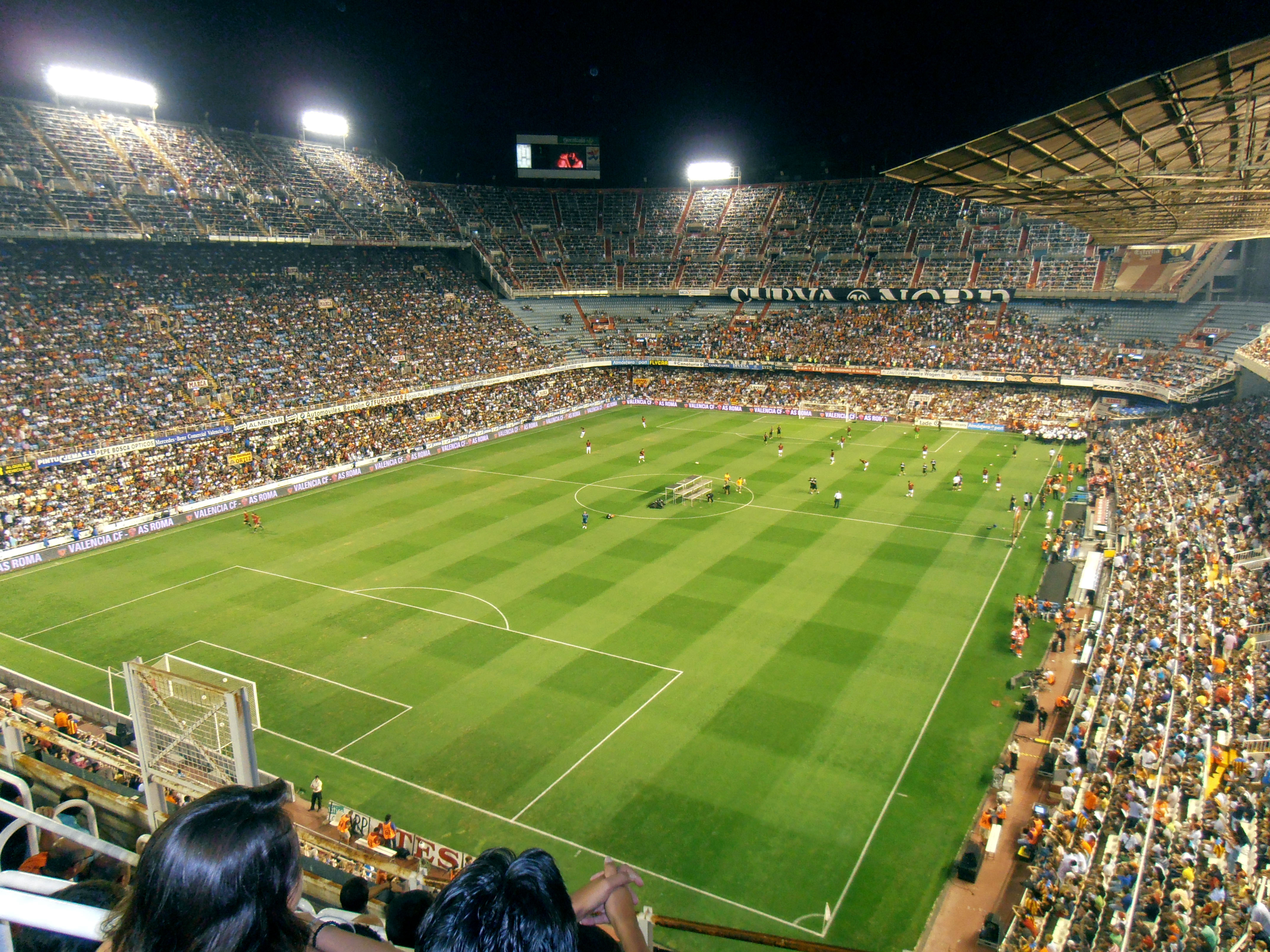
Mestalla lors d'un match en 2011.

### Identité et image

#### Symboles du club
L'écusson du club reprend le symbole, la chauve-souris, et les couleurs de la ville de Valence (qui sont aussi celles de la Communauté valencienne). Le blason du club provient de celui de la ville.

#### Couleurs
- 2022-2023

| Troisième |

- 2021-2022

| Domicile | Extérieur | Troisième |  |

- 2020-2021

| Domicile | Extérieur | Troisième |  |

- 2019-2020

| Domicile | Extérieur | Troisième |  |

- 2018-2019

| Domicile | Extérieur | Troisième |  |

- 2017-2018

| Domicile | Extérieur | Troisième |  |

- 2016-17

| Domicile | Extérieur | Troisième |  |

- 2015-16

| Primeiro | Segundo | Tercero |  |

- 2014-15

| Primeiro | Segundo |  |

- 2013-14

| Primeiro | Segundo | Terceiro |  |

- 2012-13

| Primeiro | Segundo | Terceiro |  |

- 2011-12

| Primeiro | Segundo | Terceiro |  |

- 2010-11

| Primeiro | Segundo | Terceiro |  |

- 2009-10

| Primeiro | Primeiro (Copa) | Segundo |

- 2008-09

| Primeiro | Segundo | Terceiro |

- 2007-08

| Primeiro | Segundo | Terceiro |

- 2006-07

| Primeiro | Segundo | Terceiro |

- 2005-06

| Primeiro | Segundo | Terceiro |

- Noir et blanc pour les matches à domicile;

| 1919 | 1924 | 1960 | 1994 | 1995 | 1999 |

- Orange et noir, orange et bleu, noir et orange, noir pour les matches à l'extérieur ;
- Rouge et jaune à liserés bleu azur, les couleurs de la "Senyera Coronada", le drapeau de la Communauté valencienne.

#### Marques et sponsors
| Période   | Équipementier | Sponsor(s)                                                                                                  |
| --------- | ------------- | --- |
| 1980-1982 | Adidas        | Aucun |
| 1982–1985 | Ressy         | Aucun |
| 1985–1990 | Rasan         | Caja Ahorros Valencia                                                                                       |
| 1990–1992 | Puma          | Caja Ahorros Valencia                                                                                       |
| 1992–1993 | Puma          | Mediterrania                                                                                                |
| 1993–1994 | Luanvi        | Mediterrania                                                                                                |
| 1994–1995 | Luanvi        | Cip |
| 1995–1998 | Luanvi        | Ford |
| 1998–2000 | Luanvi        | Terra Mítica                                                                                                |
| 2000–2001 | Nike, Inc.    | Terra Mítica                                                                                                |
| 2001–2002 | Nike, Inc.    | Metrored |
| 2002–2003 | Nike, Inc.    | Terra Mítica                                                                                                |
| 2003–2008 | Nike, Inc.    | Toyota |
| 2008–2009 | Nike, Inc.    | Valencia Experience - Unibet - Coca-Cola- Estrella Damm                                                     |
| 2009–2011 | Kappa         | Unibet - Coca-Cola- Estrella Damm - MSC                                                                     |
| 2011-2012 | Joma          | Aucun vcfshop.com - Champions For Africa - MSC - Jinko Solar - Seat - Coca-Cola- Estrella Damm              |
| 2012-2014 | Joma          | Jinko Solar - MSC - Electronic Arts - Coca-Cola - Seat - Bankia - Estrella Damm                             |
| 2014-2019 | Adidas        | Trolli - Divinapastora - Coca-Cola- Estrella Damm - Electronic Arts- FIFA - Bein Sports - Volkswagen        |
| 2019-     | Puma          | Bwin - Libertex - Coca-Cola- Estrella Damm - Electronic Arts- FIFA - Vueling - Alpha Romeo - Sailun - Cazoo |

## Palmarès
| Compétitions nationales | Compétitions internationales |
| --- | --- |
| - Championnat d'Espagne - Champion (6) : 1942, 1944, 1947, 1971, 2002 et 2004 - Vice-champion (5) : 1949, 1953, 1972, 1990 et 1996 - Troisième (10) : 1941, 1950, 1951, 1954, 1989, 2000, 2006, 2010, 2011 et 2012. - Championnat d'Espagne de deuxième division - Champion (2) : 1931 et 1987 - Coupe d'Espagne - Vainqueur (8) : 1941, 1949, 1954, 1967, 1979, 1999, 2008 et 2019 - Finaliste (10) : 1934, 1944, 1945, 1946, 1952, 1970, 1971, 1972, 1995, 2022 - Supercoupe d'Espagne - Vainqueur (1) : 1999. - Finaliste (3) : 2002, 2004, 2008 Anciennes compétitions - Coupe Eva Duarte - Vainqueur (1) : 1949 - Finaliste (1) : 1947 | - Ligue des champions - Finaliste (2) : 2000 et 2001 - Coupe des vainqueurs de coupe de l'UEFA - Vainqueur (1) : 1980 - Coupe de l'UEFA - Vainqueur (1) : 2004 - Supercoupe de l'UEFA - Vainqueur (2) : 1980 et 2004 - Coupe des villes de foires - Vainqueur (2) : 1962 et 1963 - Finaliste (1) : 1964 - Coupe Intertoto - Vainqueur (1) : 1998. - Finaliste (1) : 2005. |

### Compétitions internationales
| Compétition                   | Saisons | MJ  | G   | N  | P  | BP  | BC  | Diff. | Points | Meilleure performance |
| ----------------------------- | ------- | --- | --- | -- | -- | --- | --- | ----- | ------ | --------------------- |
| Ligue des champions           | 13      | 128 | 57  | 35 | 36 | 191 | 130 | +61   | 205    | Vice-champion         |
| Ligue Europa                  | 20      | 133 | 66  | 39 | 31 | 223 | 144 | +82   | 234    | Vainqueur             |
| Supercoupe de l'UEFA          | 2       | 3   | 2   | 0  | 1  | 4   | 3   | +1    | 6      | Vainqueur             |
| Coupe des coupes              | 3       | 19  | 10  | 5  | 4  | 39  | 20  | +19   | 35     | Vainqueur             |
| Coupe Intertoto               | 2       | 12  | 7   | 3  | 2  | 13  | 4   | +9    | 24     | Vainqueur             |
| Total                         | 37      | 292 | 142 | 79 | 73 | 473 | 294 | +170  | 504    | 5 titres              |
| Dernière saison en 2019-2020. |         |     |     |    |    |     |     |       |        |                       |

### Tournois amicaux
- Trophée Naranja (31): 1961, 1962, 1970, 1975, 1978, 1979, 1980, 1983, 1984, 1988, 1989, 1991, 1993, 1994, 1996, 1998, 1999, 2001, 2002, 2006, 2008, 2009, 2010, 2011, 2012, 2013, 2014, 2016, 2018, 2021, 2022, 2024, 2025.
- Trofeo Ciudad de Valencia (3) : 1990, 1993, 1994.
- Trofeo Copa Generalitat (3) : 1999, 2001, 2002.
- Trofeo Ciudad de la Línea (2) : 1970, 1993.
- Trofeo Copa Rubio (2): 2011, 2012.
- Trophée Teresa-Herrera (1) : 1952.
- Trofeo Concepción Arenal (1) : 1954.
- Trofeo Ciudad de México (1) : 1966.
- Petite coupe du monde des clubs (1) : 1966
- Trophée Ramón de Carranza (1) : 1967.
- Trofeo Bodas de Oro (1) : 1969.
- Tournoi de Paris de football (1) : 1975.
- Trofeo Ibérico (1): 1975.
- Trofeo Comunidad Valenciana (1) :  1982.
- Trofeo 75 Aniversario Levante UD (1) : 1984.
- Trofeo Teide (1) : 1985.
- Trofeo Alcarria (1) : 1986.
- Trofeo Festa d'Elx (1) : 1991.
- Trofeo Groningen (1) : 1992.
- Trofeo La Laguna (1) : 1992.
- Trofeo Ciutat de Palma (1) : 1993.
- Trofeo Villa de Benidorm (1) : 1993.
- Trofeo 80 Aniversario San Mamés (1) : 1993.
- Trofeo Joan Gamper (1) : 1994.
- Trofeo Ciudad de Alicante (1) : 1994.
- Trofeo Ciudad de Benidorm (1) : 1994.
- Trofeo Ciudad de Mérida (1) : 1995.
- Trofeo Ciutat de Barcelona (1) : 1995.
- Trofeo Copa Fuji (1) : 1997.
- Trofeo de la Cerámica (1) : 2001.
- Trofeo Ladbrockes.com cup (1) : 2003.
- Trofeo Thomas Cook (1) : 2007.
- Trofeo Centenario Borussia Dortmund (1) : 2009.
- Sparkasse Emsland Cup (Torneo Werder Bremen) (1) : 2009.
- Kärten Soccer Cup (1) : 2011.
- Dynamo Charities Cup (1) : 2012.
- Trofeo 90 Aniversario del CD Castellón (1) : 2013.
- Trofeo Ciudad de Valladolid (1) : 2013.
- LFP World Challenge Tour (1) : 2014.
- Emirates Cup (1) : 2014.
- Trofeo de Lorca (1) : 2011
- Trofeo Ciudad de Alcoy (1) : 2012.
- Trofeu 5 violinos (1) : 2019.

### Records
- Saisons en Primera División : 92.
- Saisons en Segunda División : 4.
- Saison en Segunda División B : 0.
- Saison en Tercera División : 0.
- Rang national : 4º.
- Meilleur classement en Lig a : 1º
- Pire classement en Liga : 16º
- Matchs disputés : 5.538
- Points : 3.517
- Victoires : 2.945, à domicile : 843, à l'extérieur : 338
- Égalité : 1334, à domicile : 278, à l'extérieur : 333
- Défaite : 1581, à domicile : 197, à l'extérieur : 666
- Buts pour : 10.801, à domicile 5.825, à l'extérieur 4.539
- Buts contre : 7.350, à domicile : 2.213, à l'extérieur : 3.199
- Entraîneurs ayant disputé le plus de matchs: Alfredo Di Stéfano : 259 (114v, 65n, 80d), Unai Emery : 219 (113v, 56n, 50d), Jacinto Quincoces : 188,
- Joueurs qui ont été internationaux espagnols : 70
- Premier joueur international espagnol : Eduardo Cubells (17-5-1925)
- Dernier joueur international espagnol : José Gayà (2-09-2022)
- Dernier buteur international espagnol : José Gayà (2-09-2023) contre la Suède
- Plus large victoire à domicile : Valencia CF 8 - Sporting de Gijón 0 (29/11/1953).
- Plus large victoire à l'extérieur : Málaga 1 - Valencia CF 6 (31/01/2004).
- Plus lourde défaite à domicile : Valencia CF 3 - Real Madrid 6 (23/04/2011).
- Plus lourde défaite à l'extérieur : Sevilla FC 10 - Valencia CF 3 (13/10/1940).
- Plus de minutes disputées : Fernando (51.811), Arias (45.454), Cañizares (37.957), Giner (37.094).
- Les plus sanctionnés : Albelda (132 cartons jaunes), Arias (110 cartons jaunes), Carboni (99 jaunes), Baraja (84 jaunes).
- Les plus souvent expulsés : Carboni (12), Camarasa (7), Marchena (7).
- Joueur le plus jeune : Diego Ribera (16 ans et 359 jours) - 93/94.
- Joueur le plus vieux : Carboni (41 ans et 40 jours) - 05/06.
- Joueur le plus jeune ayant marqué : Mena (17 ans et 36 jours) - 41/42.
- Joueur le plus vieux à avoir marqué : Guillermo Gorostiza (36 ans et 360 jours) - 55/56.
- Plus grand nombre de matches disputés en Ligue des Champions[59] : Cañizares (65), Albelda (64), Angulo (58)

## Personnalités du club

### Propriétaires
Le tableau ci-dessous énumère les différents actionnaires majoritaires qui se sont succédé à la tête du FC Valence.
| Période     | Actionnaire majoritaire |
| ----------- | ----------------------- |
| 1919 - 2014 | Fondation Valence CF    |
| août 2014 - | Peter Lim               |

### Présidents
| Dates       | Nom                                   |
| ----------- | ------------------------------------- |
| 1919-1922   | Octavio Augusto Milego Díaz           |
| 1922        | Jordi Puchades Moreno                 |
| 1922        | Enrico Grosso                         |
| 1922-1924   | David Viñes Moreno                    |
| 1924        | Javier Puig Portero                   |
| 1924-1925   | Carlos Rodriguez Nuñez                |
| 1925-1929   | Rubén Martínez Alfageme               |
| 1929-1932   | Juan Giménez Cánovas                  |
| 1932-1933   | Manuel García del Moral               |
| 1933-1935   | Adolfo Royo Soriano                   |
| 1935-1936   | Francisco Albiñana Giner              |
| 1936        | Luis Casanova Giner                   |
| 1936-1939   | Josep Rodríguez Tortajada             |
| 1939-1940   | Alfredo Giménez Buesa                 |
| 1940-1959   | Luis Casanova Giner                   |
| 1959-1961   | Vicente Iborra Gil                    |
| 1961-1973   | Julio de Miguel y Martínez de Bujanda |
| 1973-1975   | Francisco Ros Casares                 |
| 1975        | Alfredo Corral Cervera                |
| 1976-1983   | José Ramos Costa                      |
| 1983        | José Barrachina                       |
| 1983-1986   | Vicente Tormo Alfonso                 |
| 1986        | Pedro Cortés García                   |
| 1986-1990   | Arturo Tuzón Gil                      |
| 1990        | José Domingo                          |
| 1990-1993   | Adrian Carral Martinez                |
| 1993-1994   | Melchor Hoyos Pérez                   |
| 1994-1997   | Francisco Roig Alfonso                |
| 1997-2001   | Pedro Cortés García                   |
| 2001-2004   | Jaime Ortí Ruiz                       |
| 2004-2008   | Juan Bautista Soler                   |
| 2008        | Agustín Morera                        |
| 2008-2009   | Vicente Soriano                       |
| 2009        | Javier Gómez Molina                   |
| 2009 - 2013 | Manuel Llorente                       |
| 2013 - 2015 | Amadeo Salvo                          |
| 2015 - 2017 | Layhoon Chan                          |
| 2017 - 2022 | Anil Murthy                           |
| 2022        | Khojama Kalimuddin                    |
| depuis 2022 | Layhoon Chan                          |

### Entraîneurs
| #  | Joueurs            | Matchs | en D1 | Saisons |
| -- | ------------------ | ------ | ----- | ------- |
| 1° | Alfredo Di Stéfano | 280    | 207   | 7       |
| 2° | Unai Emery         | 220    | 152   | 4       |
| 3° | Jacinto Quincoces  | 191    | 188   | 7       |
| 4° | Rafael Benítez     | 162    | 114   | 3       |
| 5° | Claudio Ranieri    | 132    | 104   | 3       |

Le Valencia Club de Fútbol a eu un total de 62 entraîneurs au fil de son histoire. Le premier entraîneur qu'a eu le club fut Antón Fivébr, entre 1923 et 1927, puis de 1929 à 1931. Au total, parmi les 62 entraîneurs du club, 37 sont espagnols, pour 24 étrangers, ce qui prouve la dimension internationale du club ché.
- Nationalités les plus représentées :
  - Espagnole (38 entraîneurs)
  - Argentine (7 entraîneurs)
  - Anglaise (4)
  - Yougoslave (3), Italienne (3)
  - Uruguayenne (2), Brésilienne (2), Hollandaise (2),
  - Paraguayenne (1), Française (1), Tchécoslovaque (1), Portugaise (1), Serbe (1)

- Entraîneur du mois du Championnat d'Espagne de football
  -  Juan Antonio Pizzi (février 2014)
  -  Nuno Espírito Santo (septembre 2014, décembre 2014, février 2015)

| Dates                          | Nom                               | Nationalité       |
| ------------------------------ | --------------------------------- | ----------------- |
| 1921 - 1922                    | Juan Armet                        | Espagne           |
| 1922 - 1923                    | Agustín Sancho                    | Espagne           |
| 1923 - 1927                    | Anton Fivber                      | Tchécoslovaquie   |
| 1927 - 1929                    | James Herriot                     | Angleterre        |
| 1929 - 1931                    | Anton Fivber                      | Tchécoslovaquie   |
| 1931 - 1933                    | Rodolfo Galloway                  | Angleterre        |
| 1933 - 1934                    | Jack Greenwell                    | Angleterre        |
| 1934 - 1935                    | Anton Fivber                      | Tchécoslovaquie   |
| 1935 - 1936                    | Andrés Balsa                      | Espagne           |
| 1939 - 1942                    | Ramón Encinas                     | Espagne           |
| 1942 - 1943                    | Leopoldo Costa                    | Espagne           |
| 1943 - 1946                    | Eduardo Cubells                   | Espagne           |
| 1946 - 1948                    | Luis Casas                        | Espagne           |
| 1948 - 1954                    | Jacinto Quincoces                 | Espagne           |
| 1954 - 1956                    | Carlos Iturraspe                  | Espagne           |
| 1956 - 1958                    | Luis Miró                         | Espagne           |
| 1958 - 1959                    | Jacinto Quincoces                 | Espagne           |
| 1959 - 1960                    | Pedro Otto Bumbel                 | Brésil            |
| 1958 - 1959                    | Jacinto Quincoces                 | Espagne           |
| 1960 - 1962                    | Domingo Balmanya                  | Espagne           |
| 1962 - 1963                    | Alejandro Scopelli                | Argentine         |
| 1963 - 1964                    | Pasieguito                        | Espagne           |
| 1964 - 1965                    | Mundo                             | Espagne           |
| 1965 - 1966                    | Pasieguito                        | Espagne           |
| 1966 - 1968                    | Mundo                             | Espagne           |
| 1968 - 1969                    | José Iglesias                     | Espagne           |
| 1969 - 1970                    | Enrique Buqué et Salvador Artigas | Espagne           |
| 1970 - 1974                    | Alfredo Di Stéfano                | Argentine Espagne |
| 1974 - 1975                    | Milovan Ćirić                     | Yougoslavie       |
| 1975                           | Dragan Milosevic                  | Yougoslavie       |
| 1975 - 1976                    | Manuel Mestre                     | Espagne           |
| 1976 - 1977                    | Heriberto Herrera                 | Paraguay          |
| 1977                           | Manuel Mestre                     | Espagne           |
| 1977 - 1979                    | Marcel Domingo                    | France            |
| 1979                           | Pasieguito                        | Espagne           |
| 1979 - 1980                    | Alfredo Di Stéfano                | Argentine Espagne |
| 1980 - 1982                    | Pasieguito                        | Espagne           |
| 1982                           | Manuel Mestre                     | Espagne           |
| 1982 - 1983                    | Miljan Miljanić                   | Yougoslavie       |
| 1983                           | Koldo Aguirre                     | Espagne           |
| 1983 - 1984                    | Francisco García                  | Espagne           |
| 1984 - 1985                    | Roberto Gil                       | Espagne           |
| 1985 - 1986                    | Óscar Rubén Valdez                | Argentine         |
| 1986 - 1988                    | Alfredo Di Stéfano                | Argentine Espagne |
| 1988                           | Roberto Gil                       | Espagne           |
| 1988 - 1991                    | Víctor Espárrago                  | Uruguay           |
| 1991 - 1993                    | Guus Hiddink                      | Pays-Bas          |
| 1993                           | Francisco Real                    | Espagne           |
| 1993 - 1994                    | Héctor Núñez                      | Uruguay           |
| 1994                           | José Manuel Rielo                 | Espagne           |
| 1994                           | Guus Hiddink                      | Pays-Bas          |
| 1994 - 1995                    | Carlos Alberto Parreira           | Brésil            |
| 1995                           | José Manuel Rielo                 | Espagne           |
| 1995 - 1997                    | Luis Aragonés                     | Espagne           |
| 1996 - 1997                    | Jorge Valdano                     | Argentine         |
| 1997                           | José Manuel Rielo                 | Espagne           |
| 1997 - 1999                    | Claudio Ranieri                   | Italie            |
| 1999 - 2001                    | Héctor Cúper                      | Argentine         |
| 2001 - 2004                    | Rafael Benítez                    | Espagne           |
| 2004 - 2005                    | Claudio Ranieri                   | Italie            |
| 2005                           | Antonio López                     | Espagne           |
| 2005 - 2007                    | Quique Sánchez Flores             | Espagne           |
| 2007 - 2008                    | Ronald Koeman                     | Pays-Bas          |
| Avril 2008 - Mai 2008          | Voro                              | Espagne           |
| 2008 - 2012                    | Unai Emery                        | Espagne           |
| Juillet 2012 - Décembre 2012   | Mauricio Pellegrino               | Argentine         |
| Décembre 2012                  | Voro                              | Espagne           |
| Décembre 2012 - 2013           | Ernesto Valverde                  | Espagne           |
| 2013 - Décembre 2013           | Miroslav Đukić                    | Serbie            |
| Janvier 2014 - Juin 2014       | Juan Antonio Pizzi                | Argentine         |
| Juillet 2014 - Novembre 2015   | Nuno Espírito Santo               | Portugal          |
| 2015                           | Voro                              | Espagne           |
| Novembre 2015 - Mars 2016      | Gary Neville                      | Angleterre        |
| Mars 2016                      | Voro                              | Espagne           |
| Mars 2016 - Septembre 2016     | Pako Ayestarán                    | Espagne           |
| Septembre 2016 - Décembre 2016 | Cesare Prandelli                  | Italie            |
| Décembre 2016- Juin 2017       | Voro                              | Espagne           |
| Juin 2017 - Sep. 2019          | Marcelino García Toral            | Espagne           |
| Sep. 2019 - Juillet 2020       | Albert Celades                    | Espagne           |
| Juillet 2020                   | Voro                              | Espagne           |
| Aout 2020- Avril 2021          | Javi Gracia                       | Espagne           |
| Avril 2021 - Mai 2021          | Voro                              | Espagne           |
| Mai 2021 - Mai 2022            | José Bordalás                     | Espagne           |
| Juin 2022 - 2023               | Gennaro Gattuso                   | Italie            |
| Février 2023                   | Voro                              | Espagne           |
| Février 2023- Décembre 2024    | Rubén Baraja                      | Espagne           |
| Décembre 2024-                 | Carlos Corberán                   | Espagne           |

| Entraîneurs                 | # | Titres                                                   |
| --------------------------- | - | -------------------------------------------------------- |
| Rafael Benitez              | 3 | 2 Ligas, 1 Coupe UEFA                                    |
| Claudio Ranieri             | 3 | 1 Coupe du roi, 1 Supercoupe d'Europe, 1 Coupe Intertoto |
| Jacinto Quincoces           | 3 | 2 Coupe du roi, 1 Coupe Eva Duarte                       |
| Alfredo Di Stéfano          | 2 | 1 Liga, 1 Coupe des coupes                               |
| Ramón Encinas               | 2 | 1 Liga, 1 Coupe du roi                                   |
| Bernardo Pérez "Pasieguito" | 2 | 1 Coupe du roi, 1 Supercoupe d'Europe                    |

### Joueurs emblématiques

#### Records de transfert
| #  | Joueur                | Provenance         | Euros      | Année |
| -- | --------------------- | ------------------ | ---------- | ----- |
| 1  | Gonçalo Guedes        | Paris SG           | 40.000.000 | 2018  |
| 2  | Jasper Cillessen      | FC Barcelone       | 35.000.000 | 2019  |
| 3  | Álvaro Negredo        | Manchester City    | 31.000.000 | 2015  |
| 4  | Rodrigo               | SL Benfica         | 30.000.000 | 2015  |
| 5  | Ezequiel Garay        | Zénith             | 26.000.000 | 2016  |
| 6  | Joaquín               | Real Betis         | 25.000.000 | 2006  |
| -  | Enzo Pérez            | SL Benfica         | 25.000.000 | 2015  |
| -  | Aymen Abdennour       | AS Monaco          | 25.000.000 | 2015  |
| -  | Geoffrey Kondogbia    | Inter Milan        | 25.000.000 | 2018  |
| 10 | Pablo Aimar           | River Plate        | 21.500.000 | 2001  |
| 11 | Simone Zaza           | Juventus Turin     | 18.000.000 | 2017  |
| -  | André Gomes           | SL Benfica         | 18.000.000 | 2015  |
| -  | Manuel Fernandes      | SL Benfica         | 18.000.000 | 2007  |
| 14 | Éver Banega           | Boca Juniors       | 17.000.000 | 2008  |
| -  | Stefano Fiore         | SS Lazio           | 17.000.000 | 2004  |
| 16 | Kevin Gameiro         | Atlético de Madrid | 16.000.000 | 2018  |
| 17 | Nicolás Otamendi      | FC Porto           | 15.000.000 | 2014  |
| -  | João Cancelo          | SL Benfica         | 15.000.000 | 2015  |
| -  | Gonzalo de los Santos | Málaga CF          | 15.000.000 | 2001  |
| -  | Mouctar Diakhaby      | Olympique lyonnais | 15.000.000 | 2018  |

| Pos. | Joueur               | Destination         | Euros      | Année |
| ---- | -------------------- | ------------------- | ---------- | ----- |
| 1    | Gaizka Mendieta      | Lazio               | 48 000 000 | 2001  |
| 2    | Nicolás Otamendi     | Manchester City     | 45 000 000 | 2015  |
| 3    | Shkodran Mustafi     | Arsenal             | 42 000 000 | 2016  |
| 4    | João Cancelo         | Juventus            | 40 400 000 | 2018  |
| 5    | David Villa          | FC Barcelone        | 40 000 000 | 2010  |
| 6    | Claudio López        | Lazio               | 38 000 000 | 2000  |
| 7    | André Gomes          | FC Barcelone        | 35 000 000 | 2016  |
| 8    | Juan Mata            | Chelsea FC          | 33 000 000 | 2011  |
| 9    | Gonçalo Guedes       | Wolverhampton       | 32 500 000 | 2022  |
| 10   | Paco Alcácer         | FC Barcelone        | 32 000 000 | 2016  |
| 11   | Roberto Soldado      | Tottenham Hotspur   | 30 000 000 | 2013  |
| _    | Rodrigo              | Leeds United        | 30 000 000 | 2020  |
| _    | Giorgi Mamardashvili | Liverpool FC        | 30 000 000 | 2024  |
| 12   | David Silva          | Manchester City     | 28 000 000 | 2010  |
| -    | Francisco Farinós    | Inter Milan         | 28 000 000 | 2000  |
| 14   | Neto                 | FC Barcelone        | 26 000 000 | 2019  |
| 15   | Ferran Torres        | Manchester City     | 23 000 000 | 2020  |
| 16   | Carlos Soler         | Paris Saint-Germain | 22 000 000 | 2022  |
| 16   | Gerard López         | FC Barcelone        | 22 000 000 | 2000  |
| 17   | Jérémy Mathieu       | FC Barcelone        | 20 000 000 | 2014  |
| -    | Yunus Musah          | AC Milan            | 20 000 000 | 2023  |
| 18   | Raúl Albiol          | Real Madrid         | 15 100 800 | 2009  |
| 18   | Cristhian Mosquera   | Arsenal FC          | 15 000 000 | 2025  |
| 19   | Jordi Alba           | FC Barcelone        | 14 000 000 | 2012  |
| 20   | Juan Bernat          | Bayern Munich       | 12 000 000 | 2014  |
| -    | Pablo Aimar          | Real Saragosse      | 12 000 000 | 2006  |

#### Joueurs emblématiques
| #   | Noms           | Buts |
| --- | -------------- | ---- |
| 1°  | Edmundo Suárez | 269  |
| 2°  | Waldo Machado  | 160  |
| 3°  | Mario Kempes   | 146  |
| 4°  | Fernando       | 143  |
| 5°  | David Villa    | 129  |
| 6°  | Manuel Badenes | 102  |
| 7°  | Silvestre Igoa | 93   |
| 8°  | Vicente Seguí  | 91   |
| 9°  | Luboslav Penev | 88   |
| 10° | Epi Fernández  | 87   |

| #   | Noms                | Passes |
| --- | ------------------- | ------ |
| 1°  | Vicente Seguí       | 108    |
| 2°  | Epi Fernández       | 103    |
| 3°  | Domingo Torredeflot | 93     |
| 4°  | Mundo suárez        | 64     |
| 5°  | Pep Claramunt       | 64     |
| 6°  | Antonio Fuertes     | 63     |
| 7°  | Fernando Gómez      | 63     |
| 8°  | Vicente Guillot     | 63     |
| 9°  | Waldo Machado       | 63     |
| 10° | Dani Parejo         | 58     |

| #   | Noms                   | Matchs |
| --- | ---------------------- | ------ |
| 1°  | Fernando Gómez Colomer | 553    |
| 2°  | Ricardo Arias          | 521    |
| 3°  | David Albelda          | 485    |
| 4°  | Miguel Ángel Angulo    | 434    |
| 5°  | Manuel Mestre          | 424    |
| 6°  | Santiago Cañizares     | 416    |
| 7°  | Enrique Saura          | 400    |
| 8°  | Dani Parejo            | 383    |
| 9°  | José Gayà              | 377    |
| 10° | José Claramunt         | 375    |

En 2009, la revue officielle du club, Amunt, a demandé à ses lecteurs d'élire l'équipe du siècle (El millor onze de la història). Les supporters pouvaient également voter sur le site internet du club ou par sms. L'équipe, disposée en 4-4-2 est la suivante : Cañizares - Angloma, Arias, Ayala, Carboni - Mendieta, Albelda, Baraja, Vicente - Kempes, Villa. Remplaçants : Palop, Claramunt, Puchades, Aimar.
Le site du Valence CF a désigné 27 cracks ayant marqué l'histoire du club.
Les joueurs cités sont là pour leur longévité au sein du club, leurs renommées au moment du transfert et/ou en raison du nombre de matchs joués :
- Roberto Ayala (251) (12)
- Pablo Aimar (216) (34)
- Éver Banega (185) (11)
- Ezequiel Garay (114) (6)
- Kily González (137) (16)
- Mario Kempes (185) (146)
- Mauricio Pellegrino (211) (6)
- Piojo López (157) (63)
- Diego Alves (175) (0)
- Jonas (157) (52)
- Gabriel Paulista (221) (8)
- Waldo (296) (160)
- Penev (167) (88)
- Daniel Wass (152) (9)
- Jordi Alba (110) (6)
- David Albelda (485) (6)
- Raúl Albiol (179) (8)
- Paco Alcácer (127) (44)
- Miguel Ángel Angulo (434) (67)
- Ricardo Arias (501) (5)
- Vicente Asensi (308) (33)
- Ruben Baraja (362) (57)
- Santiago Cañizares (416) (0)
- Pep Claramunt (375) (83)
- Juan Cruz Sol (237) (14)
- Eduardo Cubells (20) (15)
- Jaume Doménech (124) (0)
- Ignacio Eizaguirre (219) (0)
- Epi (264) (78)
- Francisco Farinós (115) (10)
- Fernando Gómez (553) (142)
- Guillermo Gorostiza (115) (72)
- Quique Sánchez Flores (289) (25)
- José Gayà (380) (11)
- Roberto Gil (80) (44)
- Vicente Guaita (137) (0)
- Vicente Guillot (153) (50)
- Pablo Hernández (158) (25)
- Joaquín (218) (30)
- Carlos Marchena (317) (11)
- Juan Mata (174) (46)
- Gaizka Mendieta (305) (59)
- Manuel Mestre (323) (0)
- Mista (190) (48)
- Fernando Morientes (101) (37)
- David Navarro (146) (9)
- Andrés Palop (107) (0)
- Paquito (212) (26)
- Dani Parejo (383) (65)
- Antonio Puchades (290) (0)
- Quincoces (301) (12)
- Rodrigo (221) (59)
- Francisco Rufete (189) (23)
- Enrique Saura (372) (37)
- Vicente Seguí (260) (83)
- David Silva (168) (32)
- Roberto Soldado (141) (82)
- Carlos Soler (226) (36)
- Daniel Solsona (149) (26)
- Mundo Suárez (268) (238)
- Curro Torres (117) (1)
- Vicente (340) (52)
- David Villa (273) (129)
- Voro (216) (8)
- Andoni Zubizarreta (184) (0)
- Jocelyn Angloma (165) (7)
- Kévin Gameiro (126) (24)
- Mouctar Diakhaby (195) (10)
- Amedeo Carboni (350) (1)
- Faas Wilkes (62) (38)
- Ricardo Costa (123) (10)
- Gonçalo Guedes (178) (36)
- Miguel (241) (2)
- Miroslav Đukić 157 (4)
- Fernando Morena (31) (16)

Entre parenthèses, le nombre de parties jouées et le nombre de but(s) marqué(s).
| Coupe | Équipe    | Joueurs |
| ----- | --------- | --- |
| 1974  | Allemagne | Rainer Bonhof (1978-1980) |
| 1978  | Argentine | Mario Kempes (1976-1981 puis 1982-1983)                                                                                       |
| 1994  | Brésil    | Leonardo (1991-1993), Mazinho (1994-1996), Romário (1997-1998) et Viola (1994-1996)                                           |
| 1998  | France    | Didier Deschamps (2000-2001)                                                                                                  |
| 2010  | Espagne   | Carlos Marchena (2001-2010), Juan Mata (2007-2011), David Silva (2003-2010), David Villa (2005-2010), Raúl Albiol (2002-2009) |
| 2014  | Allemagne | Shkodran Mustafi (2014-2016)                                                                                                  |
| 2018  | France    | Adil Rami (2011-2014) |
| 2022  | Argentine | Rodrigo De Paul (2014-2016), Nicolás Otamendi (2014-2015)                                                                     |

### Capitaines du club
| Dates     | Nom                | Pays      | Apparitions | Buts |
| --------- | ------------------ | --------- | ----------- | ---- |
| 1994-1995 | Andoni Zubizarreta | Espagne   | 184         | 0    |
| 1995-2001 | Gaizka Mendieta    | Espagne   | 305         | 59   |
| 2001-2008 | Santiago Cañizares | Espagne   | 416         | 0    |
| 2008-2010 | Rubén Baraja       | Espagne   | 361         | 57   |
| 2010-2013 | David Albelda      | Espagne   | 485         | 6    |
| 2013-2014 | Ricardo Costa      | Portugal  | 123         | 10   |
| 2014-2016 | Paco Alcácer       | Espagne   | 124         | 43   |
| 2016-2017 | Enzo Pérez         | Argentine | 74          | 0    |
| 2017-2020 | Dani Parejo        | Espagne   | 383         | 65   |
| 2020-     | José Gayà          | Espagne   | 376         | 11   |

#### Trophées individuels
| Trophée internationaux | Trophées espagnols |
| --- | --- |
| - Meilleurs passeurs de la Ligue des champions de l'UEFA - Pablo Aimar (2002-2003) - Équipe de l'année UEFA - Santiago Cañizares (2001) - Kily González (2001) - David Villa (2010) - FIFA/FIFPro World XI - David Villa (2010) | - Trophée Pichichi - Edmundo Suárez (2): 27 buts (1941-42) et 28 buts en (1943-44) - Ricardo Alós: 19 buts (1957-58) - Waldo Machado: 24 buts (1966-67) - Mario Kempes (2) :24 buts (1976-77) et 28 buts (1977-1978) - Trophée Zarra - David Villa (4): 05/06 - 25 buts, 06/07 - 18 buts, 08/09 - 28 buts, 09/10 - 21 buts. - Roberto Soldado : 11/12 - 17 buts - Trophée Zamora - Ignacio Eizaguirre (1943-44) et (1944-1945) - Goyo Vergel (1957-58) - Ángel Abelardo (1970-71) - José Luis Fdez. Manzanedo (1978-79) - José Manuel Ochotorena (1988-89) - Santiago Cañizares (2000-01), (2001-2002) et (2003-2004) - Joueur du mois du Championnat d'Espagne de football - Simone Zaza - Septembre 2017 - Rodrigo - Mars 2018 |

## Effectif professionnel actuel
Le premier tableau liste l'effectif professionnel du Valencia CF pour la saison 2025-2026. Le second recense les prêts effectués par le club lors de cette même saison.
En grisé, les sélections de joueurs internationaux chez les jeunes mais n'ayant jamais été appelés aux échelons supérieurs une fois l'âge-limite dépassé ou les joueurs ayant pris leur retraite internationale.
- Les joueurs portant des numéros supérieurs à 25 sont, dans tous les cas joueurs du Valencia Club de Fútbol Mestalla mais peuvent également si besoin, disputer des matchs avec l'équipe première. Comme l'exigent les normes de la LFP, les joueurs de l'équipe première doivent porter des numéros allant de 1 à 25 seulement. Après 26, les joueurs feront partie de l'équipe filiale du club, le Valencia Club de Fútbol Mestalla.
- Les équipes professionnelles espagnoles sont limitées à avoir dans leur effectif un total de trois joueurs extra-communautaires (sans passeport de l'Union européenne).
- Certains joueurs possèdent néanmoins la double nationalité et ne connaissent plus ce problème. Ce sont les cas de :  Mouctar Diakhaby (Guinée et France).

## Culture populaire

### Supporteurs
Les groupes de supporteurs historiques du club se nomment Gol Gran 94 et Curva Nord. Et l'un des plus grands supporteurs d'Espagne, Manolo el del Bombo est supporteur de l'équipe de Valence.

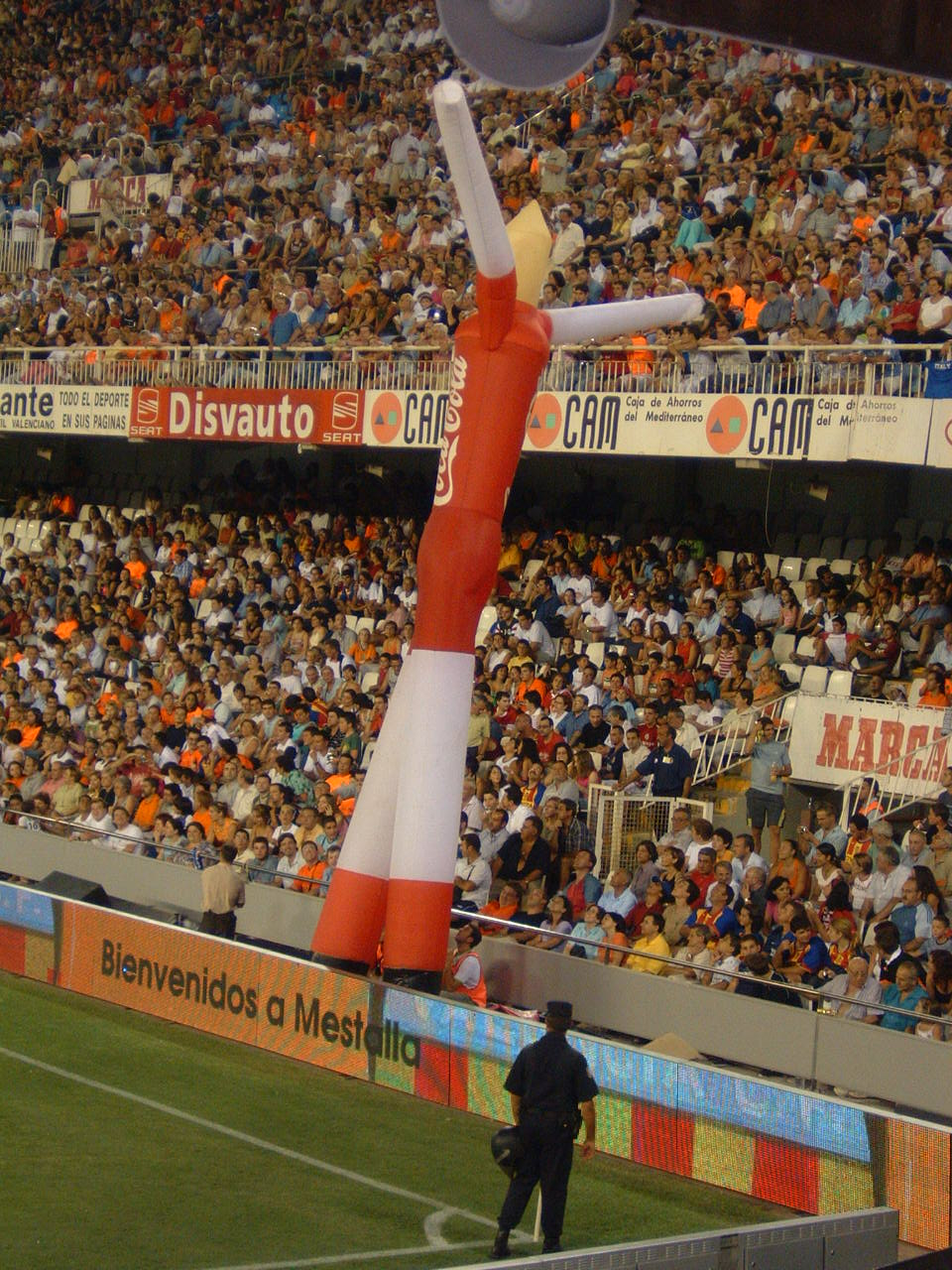
2005: Fans à Mestalla.
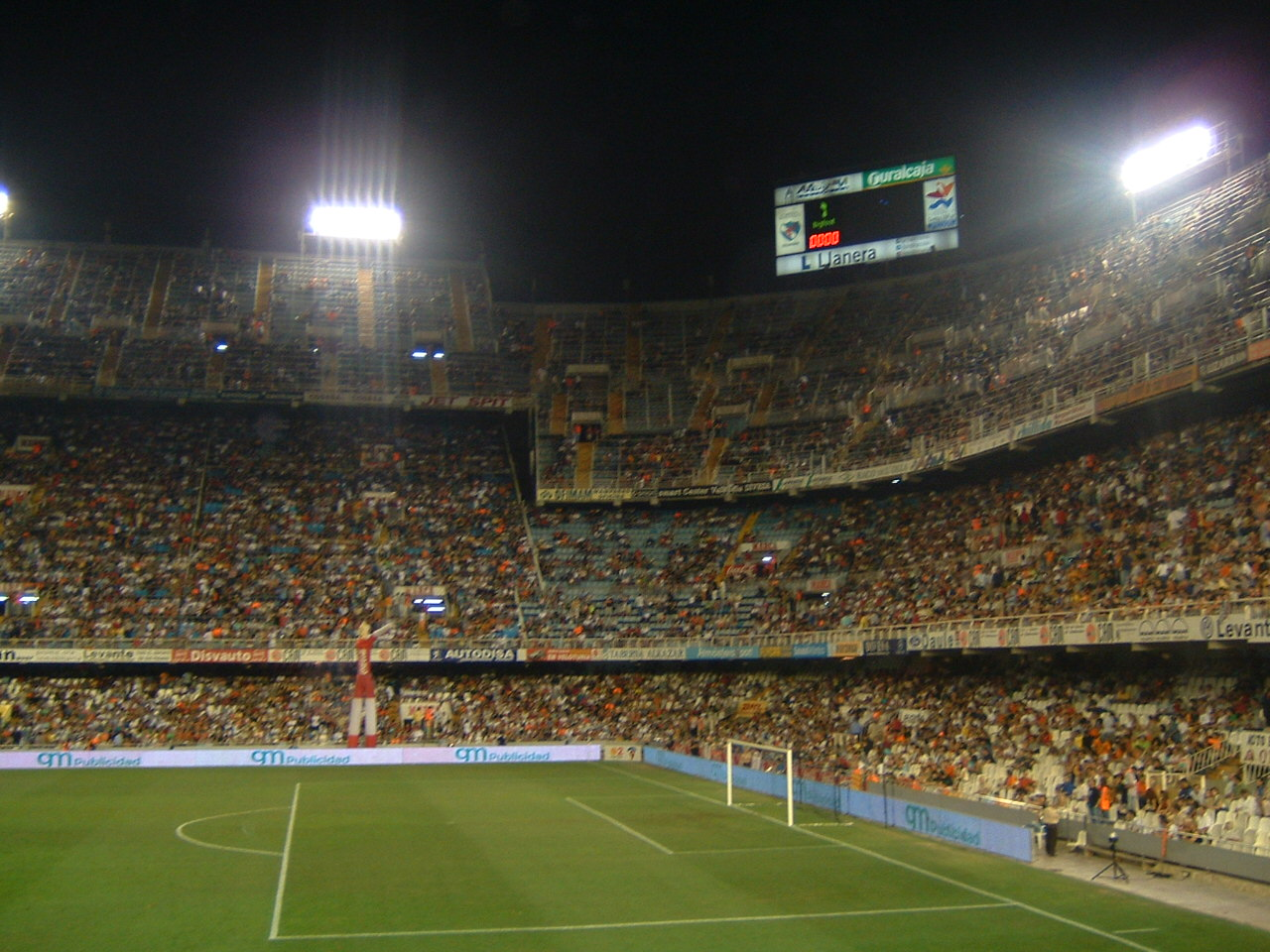
Supporters de Valence à Mestalla

### Club rivaux
Levante UD : L'autre club de la ville[réf. nécessaire]. Le « derby del Turia »
Villarreal CF : Situé à Vila-real à une cinquantaine de kilomètres de Valence[réf. nécessaire].
Real Madrid : Le club de la capitale est l'un des principaux rivaux du Valence CF. Chaque match entre les deux clubs suscite de nombreuses polémiques[réf. nécessaire][évasif].
FC Barcelone : Entre rivalité régionale et identitaire, les matchs entre les deux clubs sont souvent sujet à de nombreuses polémiques et de tensions.
FC Séville : Rivalité naissante. À la suite de l'élimination polémique du Valence CF en demi-finales de la Ligue Europa 2014 par le FC Séville avec un but hors-jeu du Sévillan Stéphane M'Bia lors du match aller et d'un pénalty non sifflé pour Valence durant ce même match pour une défaite 2-0. lors du match retour, Valence même alors 3-0 et se voit qualifié pour la finale jusqu'à la 92e minutes et le but de M'Bia de la tête à la suite d'une longue touche. L'entraîneur de Séville Unai Emery, est l'un des principaux facteurs de cette nouvelle rivalité car il fut l'entraîneur de Valence durant 4 saisons entre 2008 et 2012, avant de rejoindre l'Andalousie et de déclarer avant un match entre les deux équipes : "Je n'ai plus aucune affection pour le Valence CF. Aujourd'hui je suis au FC Séville.". Des déclarations qui ont mis de l'huile sur le feu rendant les matchs sous tensions entre les deux équipes avec de nombreuses interpellations entre supporters.

### Hymne
"Amunt València!" ("Aller Valence!"), est un hymne écrit par le directeur du club de la Bande Municipale de Valence, Pablo Sanchez Torrella, qui a composé la musique de la Communauté Valencienne traditionnelle, le paso doble. Les paroles ont été écrites par Ramon Gimeno Gil. Il a fait ses débuts et a été officiellement présenté à l'occasion des célébrations du 75e anniversaire du Valencia CF au Palau de la Música de Valence le 21 septembre 1993. La version la plus populaire est effectuée par le chanteur Francisco.